# Konkurs Piosenki Eurowizji 2021
65. Konkurs Piosenki Eurowizji odbył się 18, 20 i 22 maja 2021 w hali Ahoy w Rotterdamie. Koncerty zorganizowała Europejska Unia Nadawców oraz holenderscy nadawcy publiczni: AVROTROS, Nederlandse Omroep Stichting (NOS) oraz Nederlandse Publieke Omroep (NPO). Był to piąty konkurs, który odbył się w Holandii.
Finał konkursu wygrał zespół Måneskin, reprezentanci Włoch z piosenką „Zitti e buoni”, za którą otrzymali łącznie 524 punkty w głosowaniu jurorów i telewidzów.

## Lokalizacja

### Miejsce organizacji konkursu
Holenderska telewizja otrzymała prawa do organizacji 65. Konkursu Piosenki Eurowizji po konkursie w 2019, dzięki wygranej Duncana Laurence’a, reprezentanta Holandii. Nadawca miał początkowo zorganizować konkurs w 2020, został on jednak odwołany z powodu pandemii COVID-19. 16 maja 2020 podczas programu Światło dla Europy ogłoszono, że konkurs odbędzie się w Rotterdamie. Całkowity budżet konkursu wyniósł 22 miliony euro, z czego 3,7 miliona euro pozostało niewydane po konkursie. Dodatkowe pieniądze przeznaczono na scenariusze awaryjne, które ostatecznie odrzucono.

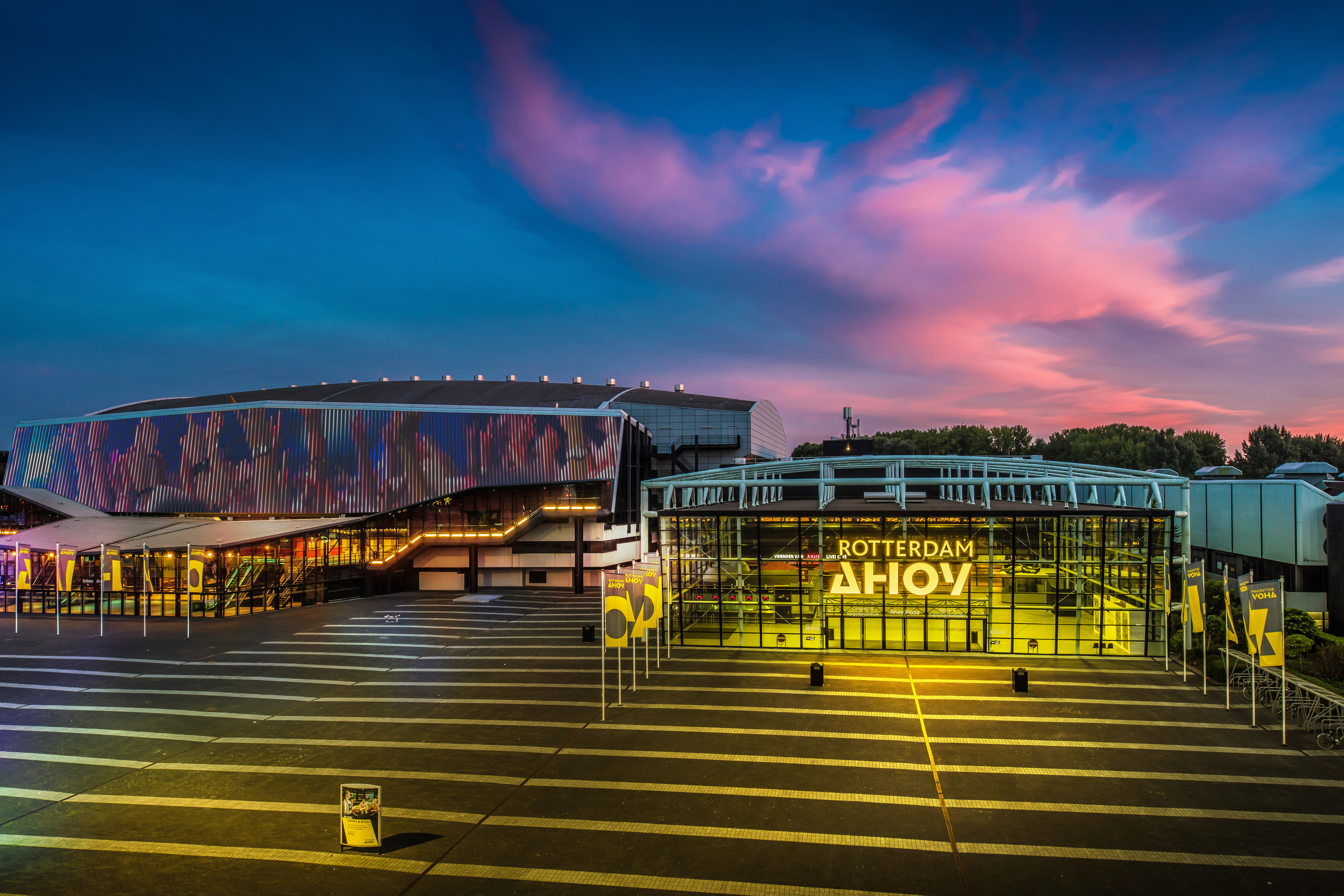
Rotterdam Ahoy, miejsce organizacji konkursu

Uroczysta ceremonia otwarcia konkursu odbyła się 16 maja w Rotterdam Cruise Terminal.
W przeciwieństwie do poprzednich lat, z powodu obostrzeń spowodowanych pandemią COVID-19 nie zorganizowano euroklubu (ang. EuroClub; miejsce imprez dla akredytowanych dziennikarzy i fanów). Wioska eurowizyjna (ang. Eurovision Village; miejsce na spotkania artystów i członków delegacji z fanami imprezy oraz akredytowanymi dziennikarzami) została zorganizowana on-line.

### Wybór miejsca organizacji
Po odwołaniu konkursu, który miał się odbyć w 2020 roku, EBU rozmowy z holenderskimi nadawcami publicznymi NPO, NOS i AVROTROS oraz miastem Rotterdam, które miało zorganizować poprzednioroczny konkurs, na temat możliwości zorganizowania konkursu w 2021. EBU wyznaczyła holenderskiej sieci telewizyjnej czas do końca kwietnia by potwierdzić Rotterdam jako miejsce organizacji konkursu, a jeżeli miasto odmówiłoby organizacji imprezy, do połowy maja na znalezienie alternatywnego miasta-gospodarza. W kwietniu 2020 rada miejska Rotterdamu zatwierdziła zwiększony budżet ilości 6,7 mln euro przeznaczony na wydarzenie, potwierdzając swoją chęć organizacji konkursu. 16 maja 2020 podczas transmisji programu potwierdzono, że Rotterdam zorganizuje konkurs w arenie Ahoy.

## Organizacja
W styczniu 2020 Europejska Unia Nadawców (EBU) ogłosiła, że Martin Österdahl zostanie nowym kierownikiem wykonawczym Konkursu Piosenki Eurowizji od 2021 oraz Konkursu Piosenki Eurowizji dla Dzieci od 2020, zastępując Jon Ola Sanda. W przeszłości Österdahl był krajowym kierownikiem wykonawczym konkursów Eurowizji dla dorosłych w 2013 i 2016 oraz był członkiem grupy referencyjnej od 2012 do 2018.
Kierownikami wykonawczymi konkursu z ramienia telewizji z Holandii byli Sietse Bakker i Astrit Dutrénit, w zastępstwie Inge van de Weerda, którego wyznaczono na tę posadę w 2020 roku.
18 września 2020 ogłoszono, że prowadzącymi konkursu zostaną niedoszli prezenterzy z 2020: Edsilia Rombley, Chantal Janzen i Jan Smit; wraz z Nikkie de Jager, która miała rok wcześniej prowadzić transmisję internetową konkursu. Zmienione logo i branding, zaprojektowane przez agencję CLEVER°FRANKE, przedstawiono 4 grudnia 2020. Oprawę wizualną opisano jako „abstrakcyjną prezentację inspirowana mapą świata i wizualnie łącząca stolice [wówczas] 41 uczestniczących krajów z Rotterdamem.”
Partnerem prezentacyjnym konkursu został producent kosmetyków do włosów Moroccanoil.

### Realizacja konkursu w czasie pandemii
18 września 2020 EBU opublikowała podsumowanie scenariuszy organizacji konkursu:
| Aspekt                    | Scenariusz A | Scenariusz B                   | Scenariusz C         | Scenariusz D         |
| ------------------------- | ------------ | ------------------------------ | -------------------- | -------------------- |
| Koncerty z Rotterdam Ahoy | Tak          | Tak                            | Tak                  | Tak                  |
| Uczestnicy w Rotterdamie  | Tak          | Tak/większość                  | Nie                  | Nie                  |
| Publiczność w hali        | Tak          | 0–80%                          | 0–80%                | Nie                  |
| Imprezy towarzyszące      | Tak          | Zaadaptowane                   | Zmniejszone          | Nie                  |
| Dziennikarze na miejscu   | 1500         | 500 na miejscu 1500 wirtualnie | brak 1500 wirtualnie | brak 1500 wirtualnie |

W lutym 2021 EBU i nadawcy-gospodarze konkursu stwierdzili, że wykluczyli organizację konkursu bez zachowania zasad reżimu sanitarnego, wykluczając tym samym scenariusz A. Zmieniono również scenariusz C, aby każdy artysta miał pozostać w swoim kraju.
Protokół BHP dla konkursu został opublikowany 2 marca 2021, tym samym potwierdzając, że konkurs odbędzie się w scenariuszu jak najbardziej zbliżonym do scenariuszu B, z możliwymi zmianami w niektórych polach.
W kwietniu 2021 ogłoszono, że jeżeli sytuacja pandemiczna się nie pogorszy, na każdym z trzech koncertów i sześciu prób będzie mogła uczestniczyć publiczność, a ostateczna decyzja w tej sprawie zapadnie pod koniec miesiąca. 29 kwietnia potwierdzono, iż na konkursie pojawi się publiczność do 3500 osób, co stanowi 20% pojemności Ahoy Areny.

### Piosenki i występy
W tym roku po raz pierwszy w historii dozwolono delegacjom na użycie wcześniej nagranych chórków, co motywowano przepisami oraz chęcią zmniejszenia liczby osób, które wylecą z każdą delegacją na konkurs. Korzystanie z wcześniej nagranych wokali towarzyszących było całkowicie opcjonalne – delegacje mogły zdecydować się na użycie wokalistów wspierających, zarówno na scenie, jak i poza nią, lub połączyć chórki na żywo z tymi nagranymi przedtem. 20 marca 2020 EBU ogłosiła, że grupa referencyjna zdecydowała się na zakazanie udziału w konkursie utworów wybranych do rywalizacji w poprzednim roku, zgodnie z regulaminem Konkursu Piosenki Eurowizji, który głosi, że aby piosenka mogła wziąć udział w konkursie, nie może zostać wydana przed 1 września roku poprzedzającego konkurs.
18 listopada 2020 Europejska Unia Nadawców ujawniła, że jako środek gwarantujący wszystkim uczestnikom możliwość wzięcia udziału w konkursie, każdy nadawca krajowy ma obowiązek stworzyć przed konkursem nagranie zapasowe (ang. live-on-tape), które będzie można wykorzystać, jeśli uczestnik nie będzie miał możliwości znaleźć się na scenie w Rotterdamie lub zostanie poddany kwarantannie po przyjeździe. Ujawniono również zestaw wytycznych dotyczących produkcji, aby zapewnić rzetelność i integralność nagrań. Większość krajów zrealizowała nagrania zapasowe w swoich krajach, z wyjątkiem Chorwacji, Cypru, Grecji, Malty i Mołdawii, które skorzystały z miejsca nagrań nadawcy z Bułgarii; Macedonii Północnej, która sporzystała z miejsca nagrań nadawcy z Serbii; oraz Niemiec, które skorzystały z miejsca nagrań nadawcy z Litwy. Nagrania zapasowe, z wyjątkiem tych z Wielkiej Brytanii i Irlandii, zostały zaprezentowane i uhonorowane w programie Eurovision Song Celebration.

### Projekt sceny konkursowej i pocztówek

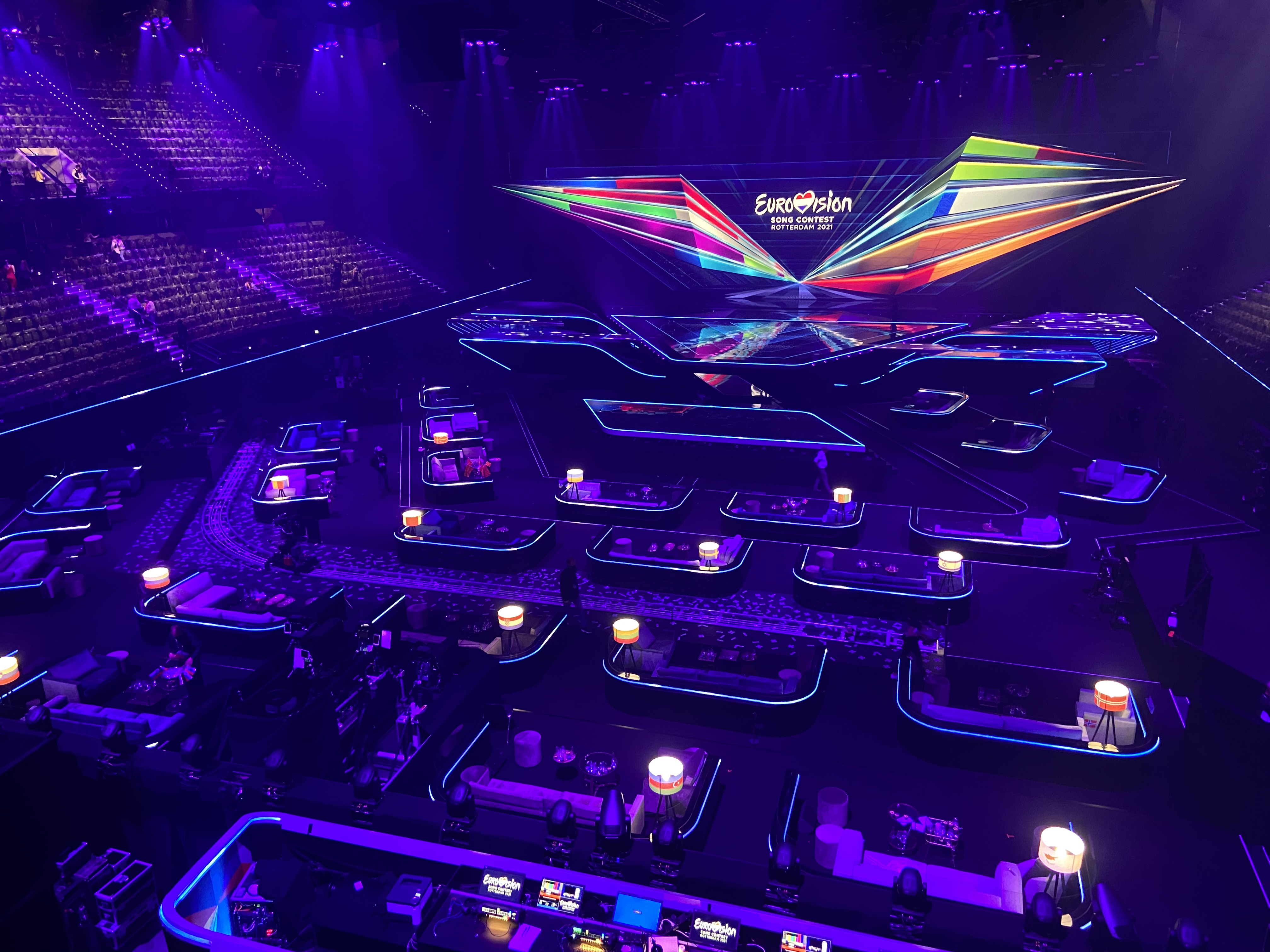
Wnętrze Rotterdam Ahoy podczas Konkursu Piosenki Eurowizji

Podczas ogłoszenia terminów wydarzenia Sietse Bakker, producent wykonawczy konkursu oświadczył, iż projekt sceny konkursowej z 2020 roku zostanie również wykorzystany w konkursie 2021. Projekt sceny został zaprojektowany przez niemieckiego projektanta Floriana Wiedera, który zaprojektował także sceny konkursowe w latach 2011–2012, 2015 i od 2017. 12 lutego 2021 Europejska Unia Nadawców ogłosiła, że projekt sceny zostanie dostosowany do zasad ochrony przed COVID-19. Z projektu usunięto wcześniej planowaną konstrukcję tzw. green roomu, rozprowadzając go na powierzchnię podłogową hali, na której znaleźć się miała stojąca publiczność.
Koncept pocztówek został ujawniony 1 grudnia 2020 w oparciu o slogan konkursu „Open Up”, ale w odejściu od pierwotnej koncepcji stworzonej dla pocztówek konkursowych w 2020. Przez ograniczenia spowodowane pandemią COVID-19, „pocztówki” zostały nagrane bez udziału artystów. Każda z nich przedstawia instalację – niewielki domek z jedym pomieszczeniem. Dekoracje domków mają nawiązywać do życiorysu, zainteresowań i osobowości każdego z kolejnych wykonawców. Przygotowane wcześniej hologramy artystów zostały dodane do nagrań w postprodukcji.

### Goście specjalni
4 maja 2021 EBU podała informację o występach gości specjalnych. Pierwszy półfinał otworzył Duncan Laurence, wykonując „Feel Something”. W występie interwałowym wystąpiła piosenkarka Davina Michelle i aktorka Thekla Reuten w pokazie zatytułowanym „The Power of Water”. Drugi półfinał otworzyli breakdancer Redo i piosenkarka i autorka tekstów Eefje de Visser z występem „Forward Unlimited”. Tancerz baletowy Ahmadem Joudeh i BMX-er Dezem Maarsen wystąpili podczas interwału w pokazie „Close Encounter of a Special Kind”. W finale wystąpili m.in. Afrojack ft. Glennis Grace i Wulf, Duncan Laurence oraz Lenny Kuhr, Teach-In, Sandra Kim, Elena Paparizou, Lordi oraz Måns Zelmerlöw podczas pokazu „Rock the Roof”.

### Kolejność występów
17 listopada 2020 Europejska Unia Nadawców ogłosiła, że półfinały będą miały ten sam skład krajów, jaki miały mieć w 2020 roku. EBU postanowiła również utrzymać holenderską pozycję 23 w klasyfikacji finałowej.
Szczegółowa kolejność występów w półfinałach została ustalona przez produkcję i podana do wiadomości publicznej 30 marca.

### Próby
Większość artystów pojawiła się na próbach przed konkursem. Do Rotterdamu nie mogła przyjechać jedynie delegacja australijska, co spowodowane było zaostrzeniem restrykcji związanych z pandemią COVID-19 w Australii.
W dniach 8–11 maja odbyły się pierwsze próby techniczne półfinalistów, zaś od 12 do 14 maja odbywały się drugie próby. Państwa automatycznie awansujące do finału (Wielka Piątka i gospodarz – Holandia) miały swoje pierwsze próby 13, a drugie 15 maja. W czasie pierwszych prób każda delegacja miała przydzielone 30 minut, natomiast podczas drugich – 20 minut.
Dzień przed każdym z kolejnych koncertów (17, 19 maja – półfinały i 21 maja – finał) odbyły się po dwie próby kostiumowe, z czego podczas jednej (tzw. próby jurorskiej) występy były oceniane przez jurorów i przyznane zostały punkty jurorskie. Natomiast w dni koncertów odbyły się próby generalne.

### Kontrowersje i incydenty

#### Podteksty polityczne
Po publikacji utworu „Ja nauczu tiebia (I’ll Teach You)” pojawiły się wezwania do dyskwalifikacji kraju ze względu na „oczywisty podtekst polityczny”. Szwedzka partia polityczna Liberalerna i Białoruska Fundacja Solidarności Kulturalnej wezwały do wykluczenia Białorusi z konkursu. Wiele internetowych portali na temat Eurowizji postanowiło ograniczyć zakres informacji przekazywany o udziale kraju w konkursie oraz reakcji na utwór.
11 marca EBU wydało oświadczenie, w którym po przeanalizowaniu zgłoszenia doszło do wniosku, że „piosenka jest niezgodna z niepolitycznym charakterem konkursu”, oraz że zgłoszenie nie kwalifikuje się do udziału w konkursie. Tym samym ogłoszono, iż kraj musi zmienić tekst, lub napisać nowy, kwalifikujący się do udziału utwór. 13 marca prezydent Białorusi Alaksandr Łukaszenka oświadczył, iż nakazał stacji BTRC wybór nowego utworu na konkurs zamiast modyfikowania tekstu oryginalnej piosenki. 26 marca nadawca zgłosił do udziału w konkursie utwór „Pesnia pro zajcew” autorstwa Hałasy ZMiesta, piosenka jednak została ponownie zdyskwalifikowana z tych samych powodów, co poprzednia, przez co Białoruś została pozbawiona udziału w konkursie.
W związku z eskalacją konfliktu o Górski Karabach z udziału w konkursie wycofała się Armenia. Przedstawicielką Azerbejdżanu została natomiast Efendi, która miała reprezentować kraj w 2020 roku. Podczas walk między Azerami i Ormianami na profilu Efendi na mediach społecznościowych pojawiły się wpisy, w których młoda wokalistka otwarcie poparła Azerów. Została oskarżona o łamanie regulaminu konkursu poprzez branie udziału w szerzeniu nienawiści. Władze EBU nie ustosunkowały się jednak w żaden sposób do utworzonej petycji dot. dyskwalifikacji Azerbejdżanu.

#### Reakcje na piosenki Cypru, Macedonii Północnej i Rosji
Wybór piosenki „El Diablo” przez cypryjskiego nadawcę wywołał liczne protesty w kraju oraz zamieszki pod siedzibą telewizji. Cypryjski Kościół Prawosławny zarzucił artystce propagowanie satanizmu oraz wypowiedział się prośbą o wycofanie artystki z konkursu. Cypryjski nadawca CyBC ogłosił jednak, iż Elena pozostanie reprezentantką kraju w konkursie. Ponadto krótko po premierze pojawiły się oskarżenia o plagiat zarówno dotyczący samego utworu, jak i teledysku. Początek piosenki ma przypominać przebój Rity Ory „Anywhere”, a w refrenie pojawiają się silne inspiracje utworem „Bad Romance” Lady Gagi. Teledysk natomiast łudząco przypomina klip do piosenki „Love Me Land” Zary Larsson. Cypryjską artystkę żartobliwie skrytykował zwycięzca Eurowizji 2019 Duncan Laurence, kiedy zapytany o swoich faworytów powiedział, że piosenka przypominająca utwór Zary Larsson jest tą, która wygrać nie powinna. Kilka dni później niderlandzki artysta zaprzeczył jednak jakoby jego wypowiedź miała nawiązywać do piosenki Eleny i przeprosił za nieporozumienie.
Po premierze utworu Wasila „Here I Stand” pojawiły się kontrowersje związane z teledyskiem. Na początku klipu w tle pojawia się tryptyk w kolorach: białym, zielonym i czerwonym, co przez fanów z Macedonii Północnej zostało odczytane jako odwrócona flaga Bułgarii. Relacje między Bułgarią a Macedonią Północną są napięte, co jest związane m.in. z tym, że bułgarskie rządy od lat kwestionują odrębność narodu i języka macedońskiego. Dodatkowo fanów podburzał fakt, że Wasil Garwanljew posiada bułgarskie obywatelstwo i pojawiały się głosy, że tryptyk miał być zwykłą prowokacją. Utworzono petycję, której celem było zablokowanie udziału Wasila w Eurowizji 2021. Sytuacji przyjrzała się specjalna komisja powołana przez macedońskiego nadawcę. Ostatecznie sytuacja uspokoiła się, dokonano edycji teledysku i wycięto kontrowersyjny fragment, piosenkarz przeprosił fanów na mediach społecznościowych a telewizja ogłosiła, że Wasil będzie jednak reprezentował Macedonię Północną w konkursie.
Rosyjskie preselekcje zwyciężyła Maniża z piosenką „Russian Woman” i szybko wybór spotkał się z krytyką rosyjskiego środowiska konserwatywnego. Utwór artystki ma przesłanie silnie feministyczne, a sama artystka otwarcie przeciwstawia się seksizmowi, wspiera społeczność LGBTQ+ i do Rosji wyemigrowała z Tadżykistanu. Piosenkarka wyznała w wywiadzie z brytyjską stacją BBC, że spadła na nią fala hejtu i dostaje groźby śmierci.

#### Zakażenia i podejrzenia zakażeń COVID-19

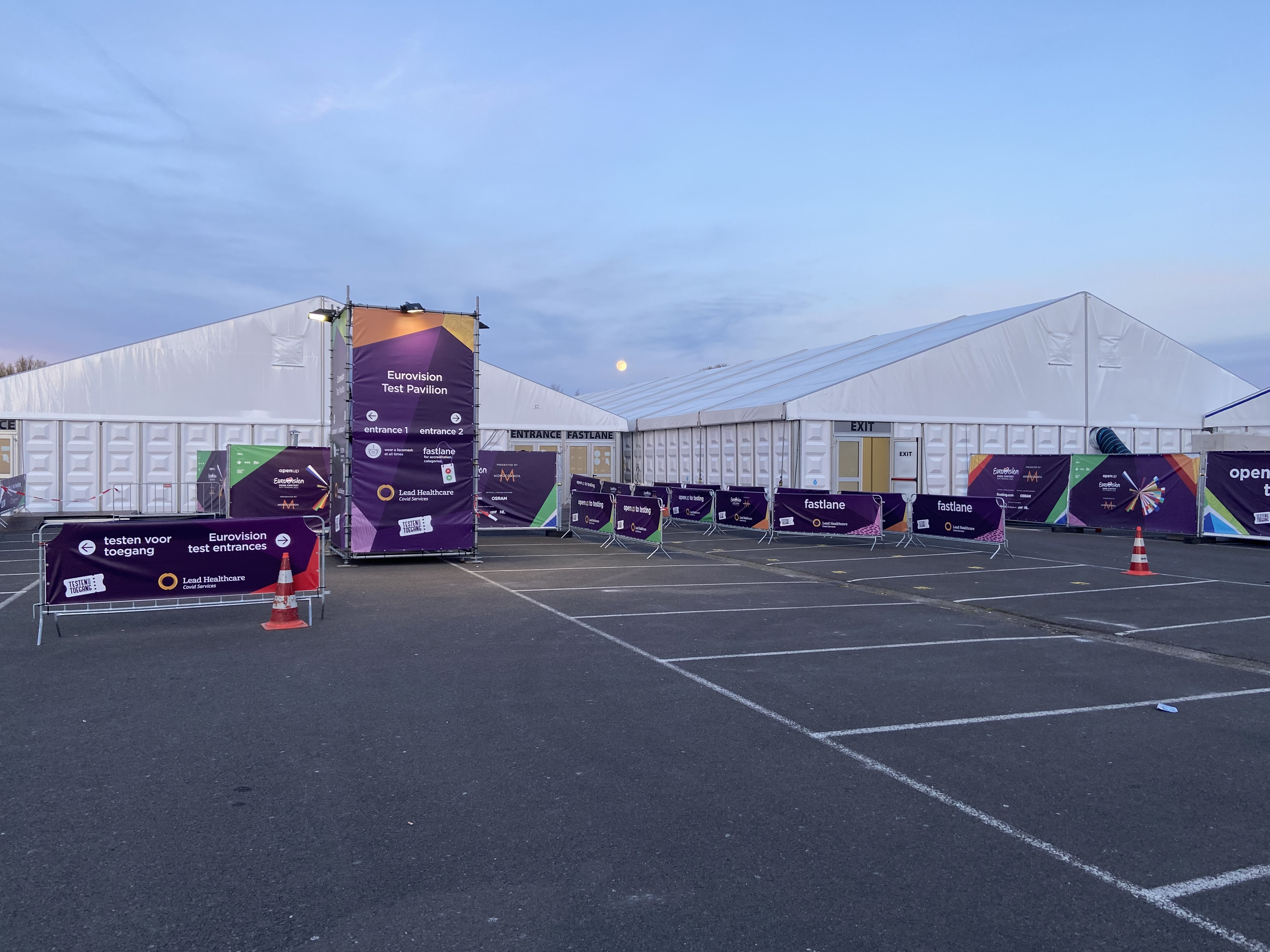
Strefa testów na COVID-19 utworzona pod Rotterdam Ahoy na czas konkursu i tygodni poprzedzających.

Wokalistka ukraińskiego zespołu Go_A – Kateryna Pawlenko zgłosiła rankiem 12 maja złe samopoczucie. Zgodnie z protokołem bezpieczeństwa została skierowana na test na COVID-19. W związku z zaistniałą sytuacją Kateryna nie mogła wystąpić na drugiej próbie ukraińskiej delegacji, na której zamiast niej pojawiła się zastępcza wokalistka Emmie van Stijn. Ponadto Ukrainka nie pojawiła się także na konferencji prasowej po zakończeniu prób. W godzinach wieczornych w mediach pojawiły się doniesienia o negatywnym wyniku testu, co później zostało potwierdzone przez EBU i przez samą artystkę. Negatywny wynik oznaczał dla ukraińskiej delegacji powrót wokalistki na scenę na kolejną próbę oraz na występ w pierwszym półfinale konkursu 18 maja. Van Stijn spotkała się z pozytywnymi reakcjami za występ i została zaproszona do zasiadania z ukraińską delegacją w green roomie podczas pierwszego półfinału.
Podczas rutynowej kontroli 15 maja u jednego z członków polskiej delegacji wykryto COVID-19. Był to pierwszy przypadek koronawirusa wśród delegacji od początku prób. W związku z tym Rafał Brzozowski oraz pozostali członkowie reprezentacji trafili na izolację i nie mogli uczestniczyć w uroczystej ceremonii otwarcia konkursu zaplanowanej na 16 maja. W dzień ceremonii analogiczna sytuacja spotkała delegację islandzką i Daði og Gagnamagnið również nie pojawiła się podczas uroczystego otwarcia. Ponadto na uroczystości nie pojawiły się reprezentacje Malty i Rumunii, mimo braku pozytywnych wyników testów. Delegacje te mieszkały w jednym hotelu z Islandczykami i Polakami, a decyzja o poddaniu ich kwarantannie była podyktowana zachowaniem środków ostrożności.
19 maja potwierdzono, że członek islandzkiej grupy Daði og Gagnamagnið został zakażony wirusem SARS-Cov-2, w wyniku czego grupa wycofała się z występów na żywo. Zamiast tego w drugim półfinale i finale został wyemitowany materiał z ich próby w Rotterdam Ahoy. Polska delegacja została natomiast zwolniona z izolacji i Rafał wystąpił na żywo.
W dniu drugiego półfinału konkursu ogłoszono, że Duncan Laurence uzyskał pozytywny wynik testu na koronawirusa, tym samym nie mógł wystąpić na żywo w finale. Podczas wydarzenia miał wykonać zwycięską piosenkę z 2019 „Arcade” i swój nowy singiel „Stars”. Zamiast tego wyemitowano wcześniej nagrany materiał z jego występu interwałowego.

#### Awarie i wpadki podczas występów Irlandii, San Marino i Mołdawii
Podczas przygotowań do występu reprezentującej Irlandię Lesley Roy w pierwszym półfinale awarii uległa jedna z kamer, co spowodowało opóźnienie po pokazaniu pocztówki. Jedna z prowadzących – Chantal Janzen – została zmuszona do improwizacji w green roomie podczas transmisji na żywo, aby wypełnić czas.
21 maja odbyła się próba jurorska, podczas której swoje punkty przyznawali jurorzy. W trakcie występu San Marino wystąpiła awaria obrotowej platformy – nie została ona zatrzymana i Senhit wraz z tancerzami musieli zeskoczyć z szybko poruszającego się podestu. Incydent ten stanowił spore zagrożenie dla artystów, ponieważ podczas zeskoku z kilkudziesięciocentymetrowej platformy mogli zostać przez nią uderzeni lub przeciągnięci po scenie. W związku z tym nadawca sanmaryński – RTV złożył oficjalną skargę i pozwolił delegacji na wycofanie się z konkursu. Senhit jednak postanowiła wystąpić w finale. Za niebezpieczną sytuację przeprosił kierownik wykonawczy konkursu, Martin Österdahl. Podczas występu w finale wszystko przebiegło pomyślnie.
W trakcie występu Mołdawii w finale, wokalistka Natalia Gordienko upuściła mikrofon i przez moment śpiewała bez niego. Dzięki szybkiej reakcji jednego z tancerzy mikrofon powrócił do rąk mołdawskiej piosenkarki i dalsza część występu przebiegała bezproblemowo.

#### Kontrowersje wokół włoskiego zespołu
Tekst włoskiej piosenki „Zitti e buoni” w pierwotnej wersji zawierał dwa słowa uznawane za wulgarne, które na potrzeby Eurowizji zostały zamienione, aby utwór mógł być zgodny z regulaminem. Jednak podczas zwycięskiego wykonania, które Måneskin zaprezentował po ogłoszeniu wyników, włoski zespół zaśpiewał piosenkę z oryginalnym tekstem.
W czasie koncertu finałowego zostało pokazane ujęcie z kamery w green roomie, na którym widać wokalistę włoskiego zespołu Måneskin – Damiano Davida, pochylającego się nad stołem. Niedługo później pojawiły się oskarżenia wobec artysty o zażywanie narkotyków. Podczas konferencji po zakończeniu konkursu Damiano całkowicie zaprzeczył oskarżeniom oraz stwierdził, że była to pomyłka i we włoskim green roomie potłukła się szklanka, a David pochylając się sprzątał stłuczone szkło. Taka informacja pojawiła się również w wydanym dzień później oświadczeniu EBU. Wokalista zapowiedział również, że po powrocie do kraju przejdzie dobrowolnie test narkotykowy, co również potwierdziła Europejska Unia Nadawców. Dodatkowo w tym samym oświadczeniu pojawiła się informacja, że po zakończeniu konkursu we włoskim green roomie rzeczywiście znaleziono resztki szkła. Wsparcie wokaliście okazał włoski nadawca – Rai. 24 maja przeprowadzony został zapowiadany test narkotykowy, który potwierdził, że Damiano David nie zażywał narkotyków podczas konkursu – wynik testu był negatywny.

#### Problemy z głosowaniem w Holandii
22 maja na mediach społecznościowych pojawiały się informacje o problemach z głosowaniem zgłaszane przez holenderskich telewidzów. Wielu z nich informowało, że po wysłaniu głosu nie otrzymali wiadomości zwrotnej, a potwierdzenie głosu przychodziło dopiero kilka godzin po finale z informacją, że głos został wysłany po zakończeniu głosowania. Następnego dnia sprawę skomentowała Europejska Unia Nadawców, która stwierdziła, że był to problem z jedną z holenderskich sieci telefonicznych niezależny od organizatorów. Mimo problemów wyniki głosowania telewidzów z Holandii pozostały wiążące.

## Kraje uczestniczące
Państwa uczestniczące w pierwszym półfinale
     Finaliści głosujący w pierwszym półfinale
     Państwa uczestniczące w drugim półfinale
     Finaliści głosujący w drugim półfinale

Państwa uczestniczące w pierwszym półfinale
Finaliści głosujący w pierwszym półfinale
Państwa uczestniczące w drugim półfinale
Finaliści głosujący w drugim półfinale

Do udziału w konkursie w 2021 roku oryginalnie zgłosiło się 41 delegacji. Do konkursu powróciły dwa państwa, które nie uczestniczyły w 2019 roku: Ukraina i Bułgaria, a wycofały się Węgry i Czarnogóra. Już po publikacji oficjalnej listy uczestników z konkursu wycofała się Armenia, a Białoruś została zdyskwalifikowana.

### Powracający artyści
Po anulowaniu konkursu w 2020 roku, ze względu na pandemię COVID-19 wielu nadawców ogłosiło, że do następnego konkursu przystąpią ci sami artyści. W tej sytuacji kolejny raz utwory przedstawili: Ana Soklič, Benny Cristo, Blas Cantó, Daði og Gagnamagnið, Destiny, Eden Alene, Efendi, Gjon′s Tears, Go_A, Hooverphonic, Hurricane, James Newman, Jeangu Macrooy, Lesley Roy, Montaigne, Natalia Gordienko, Roxen, Samanta Tīna, Senhit, Stefania, Tornike Kippiani, Victoria i Vincent Bueno. Nadawcy z Litwy i Estonii poprowadzili preselekcje, które zwyciężone zostały przez niedoszłych reprezentantów krajów z poprzedniego roku – The Roop oraz Uku Suviste.
Ponadto niektórzy artyści pojawiali się na konkursach w poprzednich latach. Reprezentantka San Marino – Senhit uczestniczyła w konkursie w 2011. Mołdawię reprezentowała Natalia Gordienko, która wystąpiła w barwach kraju w 2006. W skład serbskiego zespołu Hurricane wchodzą: Sanja Vučić, która solowo reprezentowała Serbię w 2016 oraz Ksenija Knežević, która była chórzystką podczas występu swojego ojca Kneza w 2015 w barwach Czarnogóry. Ponadto Vincent Bueno był chórzystą podczas występu Nathana Trenta podczas Eurowizji 2017, natomiast Wasil Garwanljew wsparł wokalnię Tamarę Todewską podczas konkursu w 2019.
W konkursie wzięli udział również byli uczestnicy Konkursu Piosenki Eurowizji Junior. W barwach Malty wystąpiła Destiny, zwyciężczyni konkursu w 2015 oraz chórzystka wspierająca Micheli Pace w finale Eurowizji 2019. Przedstawicielką Grecji była Stefania Liberakakis, członkini zespołu Kisses reprezentującego Holandię w konkursie dla dzieci w 2016.

## Uczestnicy i wyniki

### Pierwszy półfinał
- Pierwszy półfinał odbył się 18 maja 2021 o godzinie 21:00 (CEST).
- Podczas półfinału możliwość głosowania mieli mieszkańcy krajów rywalizujących w tym koncercie, a także państw-finalistów: Niemiec, Włoch i Holandii[100].
- Do finału zakwalifikowało się dziesięć krajów z największą liczbą punktów zdobytych w głosowaniu jurorów i telewidzów.

| Lp. | Kraj               | Wykonawca       | Utwór             | Język                | Miejsce | Punkty |
| --- | ------------------ | --------------- | ----------------- | -------------------- | ------- | ------ |
| 1   | Litwa              | The Roop        | „Discoteque”      | angielski            | 4       | 203    |
| 2   | Słowenia           | Ana Soklič      | „Amen”            | angielski            | 13      | 44     |
| 3   | Rosja              | Maniża          | „Russian Woman”   | rosyjski, angielski  | 3       | 225    |
| 4   | Szwecja            | Tusse           | „Voices”          | angielski            | 7       | 142    |
| 5   | Australia          | Montaigne       | „Technicolour”    | angielski            | 14      | 28     |
| 6   | Macedonia Północna | Wasil           | „Here I Stand”    | angielski            | 15      | 23     |
| 7   | Irlandia           | Lesley Roy      | „Maps”            | angielski            | 16      | 20     |
| 8   | Cypr               | Elena Tsangrinu | „El Diablo”       | angielski            | 6       | 170    |
| 9   | Norwegia           | Tix             | „Fallen Angel”    | angielski            | 10      | 115    |
| 10  | Chorwacja          | Albina          | „Tick-Tock”       | angielski, chorwacki | 11      | 110    |
| 11  | Belgia             | Hooverphonic    | „The Wrong Place” | angielski            | 9       | 117    |
| 12  | Izrael             | Eden Alene      | „Set Me Free”     | angielski            | 5       | 192    |
| 13  | Rumunia            | Roxen           | „Amnesia”         | angielski            | 12      | 85     |
| 14  | Azerbejdżan        | Efendi          | „Mata Hari”       | angielski            | 8       | 138    |
| 15  | Ukraina            | Go_A            | „Szum” (Шум)      | ukraiński            | 2       | 267    |
| 16  | Malta              | Destiny         | „Je me casse”     | angielski            | 1       | 325    |

Legenda:
     Kraje zakwalifikowane do finału
| Wyniki jurorów i telewidzów | Wyniki jurorów i telewidzów | Wyniki jurorów i telewidzów | Wyniki jurorów i telewidzów | Wyniki jurorów i telewidzów |
| Miejsce                     | Telewidzowie                | Punkty                      | Jurorzy                     | Punkty                      |
| --------------------------- | --------------------------- | --------------------------- | --------------------------- | --------------------------- |
| 1                           | Ukraina                     | 164                         | Malta                       | 174                         |
| 2                           | Malta                       | 151                         | Rosja                       | 117                         |
| 3                           | Litwa                       | 137                         | Ukraina                     | 103                         |
| 4                           | Rosja                       | 108                         | Izrael                      | 99                          |
| 5                           | Izrael                      | 93                          | Cypr                        | 92                          |
| 6                           | Azerbejdżan                 | 91                          | Szwecja                     | 91                          |
| 7                           | Cypr                        | 78                          | Belgia                      | 70                          |
| 8                           | Norwegia                    | 77                          | Litwa                       | 66                          |
| 9                           | Chorwacja                   | 53                          | Rumunia                     | 58                          |
| 10                          | Szwecja                     | 51                          | Chorwacja                   | 57                          |
| 11                          | Belgia                      | 47                          | Azerbejdżan                 | 47                          |
| 12                          | Rumunia                     | 27                          | Norwegia                    | 38                          |
| 13                          | Macedonia Północna          | 11                          | Słowenia                    | 36                          |
| 14                          | Słowenia                    | 8                           | Australia                   | 26                          |
| 15                          | Irlandia                    | 4                           | Irlandia                    | 16                          |
| 16                          | Australia                   | 2                           | Macedonia Północna          | 12                          |

Tabela punktacyjna pierwszego półfinału
| Jurorzy Telewidzowie | Jurorzy Telewidzowie | Kraje głosujące | Kraje głosujące | Kraje głosujące | Kraje głosujące | Kraje głosujące | Kraje głosujące | Kraje głosujące | Kraje głosujące    | Kraje głosujące | Kraje głosujące | Kraje głosujące | Kraje głosujące | Kraje głosujące | Kraje głosujące | Kraje głosujące | Kraje głosujące | Kraje głosujące | Kraje głosujące | Kraje głosujące | Kraje głosujące | Kraje głosujące | Kraje głosujące | Kraje głosujące | Kraje głosujące | Kraje głosujące | Kraje głosujące | Kraje głosujące | Kraje głosujące | Kraje głosujące | Kraje głosujące | Kraje głosujące | Kraje głosujące | Kraje głosujące | Kraje głosujące | Kraje głosujące | Kraje głosujące | Kraje głosujące | Kraje głosujące | Kraje głosujące | Kraje głosujące | Kraje głosujące | Kraje głosujące |
| Jurorzy Telewidzowie | Jurorzy Telewidzowie |                 |                 | Litwa           | Słowenia        | Rosja           | Szwecja         | Australia       | Macedonia Północna | Irlandia        | Cypr            | Norwegia        | Chorwacja       | Belgia          | Izrael          | Rumunia         | Albania         | Ukraina         | Malta           | Niemcy          | Włochy          | Holandia        |                 |                 |                 |                 |                 |                 |                 |                 |                 |                 |                 |                 |                 |                 |                 |                 |                 |                 |                 |                 |                 |
| Uczestnicy konkursu  | Litwa                | 203             | 66              |                 |                 | 2               | 7               | 2               |                    | 5               | 3               |                 | 6               | 2               | 12              | 8               |                 | 1               | 4               | 4               | 7               | 3               |                 |                 |                 |                 |                 |                 |                 |                 |                 |                 |                 |                 |                 |                 |                 |                 |                 |                 |                 |                 |                 |
| Uczestnicy konkursu  | Litwa                | 203             | 137             |                 |                 | 7               | 10              | 8               | 4                  | 12              | 12              | 12              | 3               | 8               | 5               | 6               | 3               | 12              | 7               | 12              | 8               | 8               |                 |                 |                 |                 |                 |                 |                 |                 |                 |                 |                 |                 |                 |                 |                 |                 |                 |                 |                 |                 |                 |
| Uczestnicy konkursu  | Słowenia             | 44              | 36              |                 |                 |                 |                 |                 | 3                  |                 | 6               | 4               |                 |                 | 3               | 7               | 4               | 4               | 5               |                 |                 |                 |                 |                 |                 |                 |                 |                 |                 |                 |                 |                 |                 |                 |                 |                 |                 |                 |                 |                 |                 |                 |                 |
| Uczestnicy konkursu  | Słowenia             | 44              | 8               |                 |                 |                 |                 |                 | 3                  |                 |                 |                 | 5               |                 |                 |                 |                 |                 |                 |                 |                 |                 |                 |                 |                 |                 |                 |                 |                 |                 |                 |                 |                 |                 |                 |                 |                 |                 |                 |                 |                 |                 |                 |
| Uczestnicy konkursu  | Rosja                | 225             | 117             |                 | 10              |                 | 6               | 7               | 7                  | 8               | 8               | 3               | 8               | 12              | 6               | 5               | 12              |                 | 1               | 7               | 5               | 12              |                 |                 |                 |                 |                 |                 |                 |                 |                 |                 |                 |                 |                 |                 |                 |                 |                 |                 |                 |                 |                 |
| Uczestnicy konkursu  | Rosja                | 225             | 108             | 8               | 7               |                 | 3               | 7               | 8                  | 1               | 7               | 4               | 10              | 2               | 12              | 5               | 8               | 6               | 2               | 6               | 7               | 5               |                 |                 |                 |                 |                 |                 |                 |                 |                 |                 |                 |                 |                 |                 |                 |                 |                 |                 |                 |                 |                 |
| Uczestnicy konkursu  | Szwecja              | 142             | 91              | 3               |                 | 7               |                 | 6               | 1                  | 1               | 7               | 10              | 1               | 6               | 5               | 4               | 6               | 3               | 10              | 12              | 4               | 5               |                 |                 |                 |                 |                 |                 |                 |                 |                 |                 |                 |                 |                 |                 |                 |                 |                 |                 |                 |                 |                 |
| Uczestnicy konkursu  | Szwecja              | 142             | 51              | 5               | 2               | 2               |                 |                 |                    | 4               | 3               | 10              |                 | 7               | 2               |                 | 1               | 3               | 10              |                 |                 | 2               |                 |                 |                 |                 |                 |                 |                 |                 |                 |                 |                 |                 |                 |                 |                 |                 |                 |                 |                 |                 |                 |
| Uczestnicy konkursu  | Australia            | 28              | 26              | 8               |                 | 1               |                 |                 |                    |                 |                 |                 | 2               |                 |                 | 2               |                 | 12              |                 | 1               |                 |                 |                 |                 |                 |                 |                 |                 |                 |                 |                 |                 |                 |                 |                 |                 |                 |                 |                 |                 |                 |                 |                 |
| Uczestnicy konkursu  | Australia            | 28              | 2               |                 |                 | 1               |                 |                 |                    |                 |                 |                 |                 |                 |                 |                 |                 | 1               |                 |                 |                 |                 |                 |                 |                 |                 |                 |                 |                 |                 |                 |                 |                 |                 |                 |                 |                 |                 |                 |                 |                 |                 |                 |
| Uczestnicy konkursu  | Macedonia Północna   | 23              | 12              |                 | 4               |                 |                 |                 |                    | 2               |                 |                 |                 |                 |                 | 6               |                 |                 |                 |                 |                 |                 |                 |                 |                 |                 |                 |                 |                 |                 |                 |                 |                 |                 |                 |                 |                 |                 |                 |                 |                 |                 |                 |
| Uczestnicy konkursu  | Macedonia Północna   | 23              | 11              |                 | 8               |                 |                 |                 |                    |                 |                 |                 | 1               |                 |                 | 2               |                 |                 |                 |                 |                 |                 |                 |                 |                 |                 |                 |                 |                 |                 |                 |                 |                 |                 |                 |                 |                 |                 |                 |                 |                 |                 |                 |
| Uczestnicy konkursu  | Irlandia             | 20              | 16              |                 |                 |                 | 1               | 3               |                    |                 | 2               | 1               |                 | 3               |                 |                 | 3               |                 | 2               |                 | 1               |                 |                 |                 |                 |                 |                 |                 |                 |                 |                 |                 |                 |                 |                 |                 |                 |                 |                 |                 |                 |                 |                 |
| Uczestnicy konkursu  | Irlandia             | 20              | 4               | 1               |                 |                 |                 | 2               |                    |                 |                 |                 |                 |                 |                 |                 |                 |                 |                 | 1               |                 |                 |                 |                 |                 |                 |                 |                 |                 |                 |                 |                 |                 |                 |                 |                 |                 |                 |                 |                 |                 |                 |                 |
| Uczestnicy konkursu  | Cypr                 | 170             | 92              | 4               | 12              | 8               | 4               | 10              | 4                  | 4               |                 | 5               | 10              |                 | 10              | 3               |                 | 2               | 8               | 5               | 3               |                 |                 |                 |                 |                 |                 |                 |                 |                 |                 |                 |                 |                 |                 |                 |                 |                 |                 |                 |                 |                 |                 |
| Uczestnicy konkursu  | Cypr                 | 170             | 78              | 4               | 1               | 5               | 4               | 6               | 6                  | 6               |                 | 3               | 6               | 3               | 6               | 4               | 4               | 4               | 12              | 1               | 2               | 1               |                 |                 |                 |                 |                 |                 |                 |                 |                 |                 |                 |                 |                 |                 |                 |                 |                 |                 |                 |                 |                 |
| Uczestnicy konkursu  | Norwegia             | 115             | 38              | 2               | 3               |                 | 8               | 1               | 2                  | 3               |                 |                 |                 | 7               | 2               |                 |                 |                 |                 |                 | 6               | 4               |                 |                 |                 |                 |                 |                 |                 |                 |                 |                 |                 |                 |                 |                 |                 |                 |                 |                 |                 |                 |                 |
| Uczestnicy konkursu  | Norwegia             | 115             | 77              | 6               | 6               | 6               | 12              | 3               |                    | 2               | 1               |                 | 2               | 6               | 4               | 3               | 10              | 2               | 6               | 4               | 1               | 3               |                 |                 |                 |                 |                 |                 |                 |                 |                 |                 |                 |                 |                 |                 |                 |                 |                 |                 |                 |                 |                 |
| Uczestnicy konkursu  | Chorwacja            | 110             | 57              | 1               | 7               | 3               | 3               |                 | 8                  | 10              | 5               |                 |                 | 1               | 1               | 1               | 5               | 8               | 3               | 2               | 2               |                 |                 |                 |                 |                 |                 |                 |                 |                 |                 |                 |                 |                 |                 |                 |                 |                 |                 |                 |                 |                 |                 |
| Uczestnicy konkursu  | Chorwacja            | 110             | 53              |                 | 12              |                 | 2               | 5               | 12                 | 7               | 2               | 1               |                 |                 | 3               |                 | 2               |                 |                 | 7               |                 |                 |                 |                 |                 |                 |                 |                 |                 |                 |                 |                 |                 |                 |                 |                 |                 |                 |                 |                 |                 |                 |                 |
| Uczestnicy konkursu  | Belgia               | 117             | 70              | 10              | 5               | 6               | 2               |                 |                    |                 | 4               |                 | 4               |                 | 7               |                 | 2               | 10              |                 |                 | 10              | 10              |                 |                 |                 |                 |                 |                 |                 |                 |                 |                 |                 |                 |                 |                 |                 |                 |                 |                 |                 |                 |                 |
| Uczestnicy konkursu  | Belgia               | 117             | 47              | 10              | 4               | 3               | 5               |                 | 2                  |                 |                 | 2               |                 |                 | 1               | 1               |                 | 5               |                 | 3               | 4               | 7               |                 |                 |                 |                 |                 |                 |                 |                 |                 |                 |                 |                 |                 |                 |                 |                 |                 |                 |                 |                 |                 |
| Uczestnicy konkursu  | Izrael               | 192             | 99              | 7               | 2               | 10              | 10              | 8               | 12                 |                 | 1               | 8               | 7               | 4               |                 |                 | 1               | 6               |                 | 3               | 12              | 8               |                 |                 |                 |                 |                 |                 |                 |                 |                 |                 |                 |                 |                 |                 |                 |                 |                 |                 |                 |                 |                 |
| Uczestnicy konkursu  | Izrael               | 192             | 93              | 2               | 1               | 4               | 6               | 4               |                    | 5               | 10              | 5               | 4               | 4               |                 | 10              | 12              | 7               | 5               | 5               | 3               | 6               |                 |                 |                 |                 |                 |                 |                 |                 |                 |                 |                 |                 |                 |                 |                 |                 |                 |                 |                 |                 |                 |
| Uczestnicy konkursu  | Rumunia              | 85              | 58              | 5               |                 |                 |                 |                 |                    |                 | 10              | 2               | 3               | 5               |                 |                 | 7               | 7               | 12              | 6               |                 | 1               |                 |                 |                 |                 |                 |                 |                 |                 |                 |                 |                 |                 |                 |                 |                 |                 |                 |                 |                 |                 |                 |
| Uczestnicy konkursu  | Rumunia              | 85              | 27              |                 |                 |                 |                 |                 |                    | 3               | 5               |                 |                 | 1               |                 |                 | 5               |                 | 3               |                 | 10              |                 |                 |                 |                 |                 |                 |                 |                 |                 |                 |                 |                 |                 |                 |                 |                 |                 |                 |                 |                 |                 |                 |
| Uczestnicy konkursu  | Azerbejdżan          | 138             | 47              |                 | 8               | 4               | 3               | 5               | 6                  | 7               |                 | 6               |                 |                 |                 |                 |                 |                 | 6               |                 |                 | 2               |                 |                 |                 |                 |                 |                 |                 |                 |                 |                 |                 |                 |                 |                 |                 |                 |                 |                 |                 |                 |                 |
| Uczestnicy konkursu  | Azerbejdżan          | 138             | 91              | 3               | 3               | 10              | 1               | 1               | 7                  |                 | 4               | 6               | 8               | 5               | 7               | 7               |                 | 10              | 8               | 2               | 5               | 4               |                 |                 |                 |                 |                 |                 |                 |                 |                 |                 |                 |                 |                 |                 |                 |                 |                 |                 |                 |                 |                 |
| Uczestnicy konkursu  | Ukraina              | 267             | 103             | 12              | 1               | 5               | 5               | 4               | 5                  | 6               |                 | 7               | 5               | 10              | 4               | 10              | 8               |                 | 7               | 8               |                 | 6               |                 |                 |                 |                 |                 |                 |                 |                 |                 |                 |                 |                 |                 |                 |                 |                 |                 |                 |                 |                 |                 |
| Uczestnicy konkursu  | Ukraina              | 267             | 164             | 12              | 10              | 12              | 7               | 12              | 5                  | 8               | 6               | 7               | 12              | 10              | 8               | 12              | 7               |                 | 4               | 10              | 12              | 10              |                 |                 |                 |                 |                 |                 |                 |                 |                 |                 |                 |                 |                 |                 |                 |                 |                 |                 |                 |                 |                 |
| Uczestnicy konkursu  | Malta                | 325             | 174             | 6               | 6               | 12              | 12              | 12              | 10                 | 12              | 12              | 12              | 12              | 8               | 8               | 12              | 10              | 5               |                 | 10              | 8               | 7               |                 |                 |                 |                 |                 |                 |                 |                 |                 |                 |                 |                 |                 |                 |                 |                 |                 |                 |                 |                 |                 |
| Uczestnicy konkursu  | Malta                | 325             | 151             | 7               | 5               | 8               | 8               | 10              | 10                 | 10              | 8               | 8               | 7               | 12              | 10              | 8               | 6               | 8               |                 | 8               | 6               | 12              |                 |                 |                 |                 |                 |                 |                 |                 |                 |                 |                 |                 |                 |                 |                 |                 |                 |                 |                 |                 |                 |

### Drugi półfinał
- Drugi półfinał odbył się 20 maja 2021 o godzinie 21:00 (CEST).
- Podczas półfinału możliwość głosowania mieli mieszkańcy krajów rywalizujących w tym koncercie, a także państw-finalistów: Hiszpanii, Francji i Wielkiej Brytanii[100].
- Do finału zakwalifikowało się dziesięć krajów z największą liczbą punktów zdobytych w głosowaniu jurorów i telewidzów.

| Lp. | Kraj       | Wykonawca             | Utwór                       | Język     | Miejsce | Punkty |
| --- | ---------- | --------------------- | --------------------------- | --------- | ------- | ------ |
| 1   | San Marino | Senhit feat. Flo Rida | „Adrenalina”                | angielski | 9       | 118    |
| 2   | Estonia    | Uku Suviste           | „The Lucky One”             | angielski | 13      | 58     |
| 3   | Czechy     | Benny Cristo          | „Omaga”                     | angielski | 15      | 23     |
| 4   | Grecja     | Stefania              | „Last Dance”                | angielski | 6       | 184    |
| 5   | Austria    | Vincent Bueno         | „Amen”                      | angielski | 12      | 66     |
| 6   | Polska     | Rafał                 | „The Ride”                  | angielski | 14      | 35     |
| 7   | Mołdawia   | Natalia Gordienko     | „Sugar”                     | angielski | 7       | 179    |
| 8   | Islandia   | Daði og Gagnamagnið   | „10 Years”                  | angielski | 2       | 288    |
| 9   | Serbia     | Hurricane             | „Loco Loco”                 | serbski   | 8       | 124    |
| 10  | Gruzja     | Tornike Kipiani       | „You”                       | angielski | 16      | 16     |
| 11  | Albania    | Anxhela Peristeri     | „Karma”                     | albański  | 10      | 112    |
| 12  | Portugalia | The Black Mamba       | „Love Is On My Side”        | angielski | 4       | 239    |
| 13  | Bułgaria   | Victoria              | „Growing Up Is Getting Old” | angielski | 3       | 250    |
| 14  | Finlandia  | Blind Channel         | „Dark Side”                 | angielski | 5       | 234    |
| 15  | Łotwa      | Samanta Tīna          | „The Moon Is Rising”        | angielski | 17      | 14     |
| 16  | Szwajcaria | Gjon’s Tears          | „Tout I’univers”            | francuski | 1       | 291    |
| 17  | Dania      | Fyr & Flamme          | „Øve os på hinanden”        | duński    | 11      | 89     |

Legenda:
     Kraje zakwalifikowane do finału
| Wyniki jurorów i telewidzów | Wyniki jurorów i telewidzów | Wyniki jurorów i telewidzów | Wyniki jurorów i telewidzów | Wyniki jurorów i telewidzów |
| Miejsce                     | Telewidzowie                | Punkty                      | Jurorzy                     | Punkty                      |
| --------------------------- | --------------------------- | --------------------------- | --------------------------- | --------------------------- |
| 1                           | Finlandia                   | 150                         | Szwajcaria                  | 156                         |
| 2                           | Islandia                    | 148                         | Bułgaria                    | 149                         |
| 3                           | Szwajcaria                  | 135                         | Islandia                    | 140                         |
| 4                           | Mołdawia                    | 123                         | Portugalia                  | 128                         |
| 5                           | Portugalia                  | 111                         | Grecja                      | 104                         |
| 6                           | Bułgaria                    | 101                         | Finlandia                   | 84                          |
| 7                           | Dania                       | 80                          | San Marino                  | 76                          |
| 8                           | Grecja                      | 80                          | Albania                     | 74                          |
| 9                           | Serbia                      | 68                          | Serbia                      | 56                          |
| 10                          | San Marino                  | 42                          | Mołdawia                    | 56                          |
| 11                          | Albania                     | 38                          | Austria                     | 53                          |
| 12                          | Estonia                     | 29                          | Estonia                     | 29                          |
| 13                          | Polska                      | 17                          | Czechy                      | 23                          |
| 14                          | Gruzja                      | 15                          | Polska                      | 18                          |
| 15                          | Austria                     | 13                          | Dania                       | 9                           |
| 16                          | Łotwa                       | 10                          | Łotwa                       | 4                           |
| 17                          | Czechy                      | 0                           | Gruzja                      | 1                           |

Tabela punktacyjna drugiego półfinału
| Jurorzy Telewidzowie | Jurorzy Telewidzowie | Kraje głosujące | Kraje głosujące | Kraje głosujące | Kraje głosujące | Kraje głosujące | Kraje głosujące | Kraje głosujące | Kraje głosujące | Kraje głosujące | Kraje głosujące | Kraje głosujące | Kraje głosujące | Kraje głosujące | Kraje głosujące | Kraje głosujące | Kraje głosujące | Kraje głosujące | Kraje głosujące | Kraje głosujące | Kraje głosujące | Kraje głosujące | Kraje głosujące | Kraje głosujące | Kraje głosujące | Kraje głosujące | Kraje głosujące | Kraje głosujące | Kraje głosujące | Kraje głosujące | Kraje głosujące | Kraje głosujące | Kraje głosujące | Kraje głosujące | Kraje głosujące | Kraje głosujące | Kraje głosujące | Kraje głosujące | Kraje głosujące | Kraje głosujące | Kraje głosujące | Kraje głosujące | Kraje głosujące | Kraje głosujące | Kraje głosujące |
| Jurorzy Telewidzowie | Jurorzy Telewidzowie |                 |                 | San Marino      | Estonia         | Czechy          | Grecja          | Austria         | Polska          | Mołdawia        | Islandia        | Serbia          | Gruzja          | Albania         | Portugalia      | Bułgaria        | Finlandia       | Łotwa           | Szwajcaria      | Dania           | Francja         | Hiszpania       | Wielka Brytania |                 |                 |                 |                 |                 |                 |                 |                 |                 |                 |                 |                 |                 |                 |                 |                 |                 |                 |                 |                 |                 |                 |
| Uczestnicy konkursu  | San Marino           | 118             | 76              |                 | 1               | 2               | 10              | 1               | 10              | 10              | 3               | 2               | 1               | 8               |                 | 2               | 2               | 2               | 2               | 5               | 8               | 3               | 4               |                 |                 |                 |                 |                 |                 |                 |                 |                 |                 |                 |                 |                 |                 |                 |                 |                 |                 |                 |                 |                 |                 |
| Uczestnicy konkursu  | San Marino           | 118             | 42              |                 | 4               |                 | 2               |                 | 2               |                 | 3               | 3               | 12              | 7               |                 |                 | 1               |                 |                 | 2               |                 | 4               | 2               |                 |                 |                 |                 |                 |                 |                 |                 |                 |                 |                 |                 |                 |                 |                 |                 |                 |                 |                 |                 |                 |                 |
| Uczestnicy konkursu  | Estonia              | 58              | 29              |                 |                 |                 | 1               |                 | 4               | 3               |                 | 1               | 3               |                 | 1               | 7               |                 | 3               | 3               |                 |                 | 1               | 2               |                 |                 |                 |                 |                 |                 |                 |                 |                 |                 |                 |                 |                 |                 |                 |                 |                 |                 |                 |                 |                 |                 |
| Uczestnicy konkursu  | Estonia              | 58              | 29              |                 |                 | 1               |                 |                 |                 | 3               |                 |                 |                 |                 |                 | 1               | 7               | 10              | 1               | 6               |                 |                 |                 |                 |                 |                 |                 |                 |                 |                 |                 |                 |                 |                 |                 |                 |                 |                 |                 |                 |                 |                 |                 |                 |                 |
| Uczestnicy konkursu  | Czechy               | 23              | 23              |                 |                 |                 | 4               |                 |                 | 1               |                 |                 | 6               |                 | 5               | 5               |                 |                 |                 |                 | 2               |                 |                 |                 |                 |                 |                 |                 |                 |                 |                 |                 |                 |                 |                 |                 |                 |                 |                 |                 |                 |                 |                 |                 |                 |
| Uczestnicy konkursu  | Czechy               | 23              | 0               |                 |                 |                 |                 |                 |                 |                 |                 |                 |                 |                 |                 |                 |                 |                 |                 |                 |                 |                 |                 |                 |                 |                 |                 |                 |                 |                 |                 |                 |                 |                 |                 |                 |                 |                 |                 |                 |                 |                 |                 |                 |                 |
| Uczestnicy konkursu  | Grecja               | 184             | 104             | 10              | 3               | 5               |                 |                 | 12              | 8               | 7               | 8               |                 | 10              | 3               | 10              | 6               |                 | 1               | 2               | 12              | 7               |                 |                 |                 |                 |                 |                 |                 |                 |                 |                 |                 |                 |                 |                 |                 |                 |                 |                 |                 |                 |                 |                 |                 |
| Uczestnicy konkursu  | Grecja               | 184             | 80              | 5               |                 | 2               |                 |                 |                 | 12              | 5               | 8               | 10              | 10              | 10              | 8               | 2               | 1               | 2               | 3               |                 | 1               | 1               |                 |                 |                 |                 |                 |                 |                 |                 |                 |                 |                 |                 |                 |                 |                 |                 |                 |                 |                 |                 |                 |                 |
| Uczestnicy konkursu  | Austria              | 66              | 53              |                 | 4               |                 |                 |                 |                 |                 | 4               | 3               | 5               | 7               | 2               | 6               | 5               | 1               | 7               | 3               |                 | 6               |                 |                 |                 |                 |                 |                 |                 |                 |                 |                 |                 |                 |                 |                 |                 |                 |                 |                 |                 |                 |                 |                 |                 |
| Uczestnicy konkursu  | Austria              | 66              | 13              |                 |                 |                 |                 |                 |                 |                 | 2               |                 |                 | 3               |                 |                 |                 |                 | 4               | 4               |                 |                 |                 |                 |                 |                 |                 |                 |                 |                 |                 |                 |                 |                 |                 |                 |                 |                 |                 |                 |                 |                 |                 |                 |                 |
| Uczestnicy konkursu  | Polska               | 35              | 18              | 12              |                 |                 | 2               |                 |                 |                 |                 |                 |                 |                 |                 | 3               |                 |                 |                 | 1               |                 |                 |                 |                 |                 |                 |                 |                 |                 |                 |                 |                 |                 |                 |                 |                 |                 |                 |                 |                 |                 |                 |                 |                 |                 |
| Uczestnicy konkursu  | Polska               | 35              | 17              |                 |                 |                 |                 | 1               |                 | 7               | 1               |                 |                 |                 |                 |                 |                 |                 |                 |                 | 1               |                 | 7               |                 |                 |                 |                 |                 |                 |                 |                 |                 |                 |                 |                 |                 |                 |                 |                 |                 |                 |                 |                 |                 |                 |
| Uczestnicy konkursu  | Mołdawia             | 179             | 56              | 8               |                 |                 | 12              | 2               | 7               |                 |                 | 4               |                 | 3               |                 | 12              |                 | 4               |                 |                 | 1               |                 | 3               |                 |                 |                 |                 |                 |                 |                 |                 |                 |                 |                 |                 |                 |                 |                 |                 |                 |                 |                 |                 |                 |                 |
| Uczestnicy konkursu  | Mołdawia             | 179             | 123             | 12              | 12              | 12              | 12              | 6               | 7               |                 | 6               | 12              |                 |                 | 12              |                 | 5               | 12              |                 |                 | 12              | 3               |                 |                 |                 |                 |                 |                 |                 |                 |                 |                 |                 |                 |                 |                 |                 |                 |                 |                 |                 |                 |                 |                 |                 |
| Uczestnicy konkursu  | Islandia             | 288             | 140             | 1               | 8               | 10              | 7               | 10              | 3               | 6               |                 | 12              | 7               | 4               | 10              |                 | 8               | 12              | 8               | 8               | 6               | 8               | 12              |                 |                 |                 |                 |                 |                 |                 |                 |                 |                 |                 |                 |                 |                 |                 |                 |                 |                 |                 |                 |                 |                 |
| Uczestnicy konkursu  | Islandia             | 288             | 148             | 8               | 7               | 10              | 5               | 10              | 10              | 6               |                 | 7               | 7               | 1               | 7               | 6               | 12              | 7               | 7               | 12              | 6               | 8               | 12              |                 |                 |                 |                 |                 |                 |                 |                 |                 |                 |                 |                 |                 |                 |                 |                 |                 |                 |                 |                 |                 |                 |
| Uczestnicy konkursu  | Serbia               | 124             | 56              | 4               | 5               | 4               | 3               | 6               |                 |                 | 2               |                 | 2               | 5               | 4               |                 | 3               |                 | 4               |                 | 5               | 4               | 5               |                 |                 |                 |                 |                 |                 |                 |                 |                 |                 |                 |                 |                 |                 |                 |                 |                 |                 |                 |                 |                 |                 |
| Uczestnicy konkursu  | Serbia               | 124             | 68              | 7               |                 | 5               | 4               | 12              | 1               | 1               |                 |                 | 1               | 4               | 2               | 10              |                 | 12              |                 | 7               | 2               |                 |                 |                 |                 |                 |                 |                 |                 |                 |                 |                 |                 |                 |                 |                 |                 |                 |                 |                 |                 |                 |                 |                 |                 |
| Uczestnicy konkursu  | Gruzja               | 16              | 1               |                 |                 |                 |                 |                 |                 |                 |                 |                 |                 |                 |                 | 1               |                 |                 |                 |                 |                 |                 |                 |                 |                 |                 |                 |                 |                 |                 |                 |                 |                 |                 |                 |                 |                 |                 |                 |                 |                 |                 |                 |                 |                 |
| Uczestnicy konkursu  | Gruzja               | 16              | 15              |                 | 3               |                 |                 |                 | 3               |                 |                 |                 |                 |                 | 3               | 2               |                 | 3               |                 | 1               |                 |                 |                 |                 |                 |                 |                 |                 |                 |                 |                 |                 |                 |                 |                 |                 |                 |                 |                 |                 |                 |                 |                 |                 |                 |
| Uczestnicy konkursu  | Albania              | 112             | 74              | 7               | 2               | 1               | 6               | 3               | 6               | 5               | 5               |                 |                 |                 | 8               | 4               | 4               | 5               | 5               | 10              |                 | 2               | 1               |                 |                 |                 |                 |                 |                 |                 |                 |                 |                 |                 |                 |                 |                 |                 |                 |                 |                 |                 |                 |                 |                 |
| Uczestnicy konkursu  | Albania              | 112             | 38              | 2               |                 |                 | 10              | 2               |                 | 2               |                 | 1               | 2               |                 | 1               | 4               | 3               |                 | 8               |                 | 3               |                 |                 |                 |                 |                 |                 |                 |                 |                 |                 |                 |                 |                 |                 |                 |                 |                 |                 |                 |                 |                 |                 |                 |                 |
| Uczestnicy konkursu  | Portugalia           | 239             | 128             | 2               | 6               | 12              | 5               | 7               | 1               | 2               | 8               | 7               | 10              | 1               |                 | 8               | 7               | 8               | 10              | 4               | 10              | 10              | 10              |                 |                 |                 |                 |                 |                 |                 |                 |                 |                 |                 |                 |                 |                 |                 |                 |                 |                 |                 |                 |                 |                 |
| Uczestnicy konkursu  | Portugalia           | 239             | 111             | 3               | 5               | 4               | 3               | 7               | 5               | 4               | 8               | 4               |                 | 6               |                 | 5               | 6               | 5               | 10              | 8               | 10              | 12              | 6               |                 |                 |                 |                 |                 |                 |                 |                 |                 |                 |                 |                 |                 |                 |                 |                 |                 |                 |                 |                 |                 |                 |
| Uczestnicy konkursu  | Bułgaria             | 250             | 149             | 5               | 10              | 7               | 8               | 8               | 5               | 12              | 10              | 10              | 8               | 2               | 12              |                 | 12              | 6               | 12              | 6               | 4               | 5               | 7               |                 |                 |                 |                 |                 |                 |                 |                 |                 |                 |                 |                 |                 |                 |                 |                 |                 |                 |                 |                 |                 |                 |
| Uczestnicy konkursu  | Bułgaria             | 250             | 101             | 4               | 2               | 6               | 6               | 4               | 4               | 5               | 4               | 6               | 8               | 8               | 5               |                 | 4               | 2               | 3               | 5               | 5               | 10              | 10              |                 |                 |                 |                 |                 |                 |                 |                 |                 |                 |                 |                 |                 |                 |                 |                 |                 |                 |                 |                 |                 |                 |
| Uczestnicy konkursu  | Finlandia            | 234             | 84              | 3               | 7               | 6               |                 | 5               | 2               |                 | 6               | 6               | 4               | 6               | 6               |                 |                 | 7               | 6               | 7               | 7               |                 | 6               |                 |                 |                 |                 |                 |                 |                 |                 |                 |                 |                 |                 |                 |                 |                 |                 |                 |                 |                 |                 |                 |                 |
| Uczestnicy konkursu  | Finlandia            | 234             | 150             | 10              | 10              | 8               | 8               | 5               | 12              | 8               | 10              | 10              | 6               | 5               | 6               | 12              |                 | 8               | 6               | 10              | 2               | 6               | 8               |                 |                 |                 |                 |                 |                 |                 |                 |                 |                 |                 |                 |                 |                 |                 |                 |                 |                 |                 |                 |                 |                 |
| Uczestnicy konkursu  | Łotwa                | 14              | 4               |                 |                 |                 |                 |                 |                 | 4               |                 |                 |                 |                 |                 |                 |                 |                 |                 |                 |                 |                 |                 |                 |                 |                 |                 |                 |                 |                 |                 |                 |                 |                 |                 |                 |                 |                 |                 |                 |                 |                 |                 |                 |                 |
| Uczestnicy konkursu  | Łotwa                | 14              | 10              |                 | 1               |                 |                 |                 |                 |                 |                 |                 | 5               |                 |                 |                 |                 |                 |                 |                 |                 |                 | 4               |                 |                 |                 |                 |                 |                 |                 |                 |                 |                 |                 |                 |                 |                 |                 |                 |                 |                 |                 |                 |                 |                 |
| Uczestnicy konkursu  | Szwajcaria           | 291             | 156             | 6               | 12              | 8               |                 | 12              | 8               | 7               | 12              | 5               | 12              | 12              | 7               |                 | 10              | 10              |                 | 12              | 3               | 12              | 8               |                 |                 |                 |                 |                 |                 |                 |                 |                 |                 |                 |                 |                 |                 |                 |                 |                 |                 |                 |                 |                 |                 |
| Uczestnicy konkursu  | Szwajcaria           | 291             | 135             | 6               | 6               | 7               | 7               | 8               | 8               | 10              | 7               | 5               | 3               | 12              | 8               | 7               | 10              | 6               |                 | 7               | 8               | 7               | 3               |                 |                 |                 |                 |                 |                 |                 |                 |                 |                 |                 |                 |                 |                 |                 |                 |                 |                 |                 |                 |                 |                 |
| Uczestnicy konkursu  | Dania                | 89              | 9               |                 |                 | 3               |                 | 4               |                 |                 | 1               |                 |                 |                 |                 |                 | 1               |                 |                 |                 |                 |                 |                 |                 |                 |                 |                 |                 |                 |                 |                 |                 |                 |                 |                 |                 |                 |                 |                 |                 |                 |                 |                 |                 |                 |
| Uczestnicy konkursu  | Dania                | 89              | 80              | 1               | 8               | 3               | 1               | 3               | 6               |                 | 12              | 2               | 4               | 2               | 4               | 3               | 8               | 4               | 5               |                 | 4               | 5               | 5               |                 |                 |                 |                 |                 |                 |                 |                 |                 |                 |                 |                 |                 |                 |                 |                 |                 |                 |                 |                 |                 |                 |

### Finał
- Finał odbył się 22 maja 2021 o godzinie 21:00 (CEST).
- Podczas koncertu wystąpili przedstawiciele 26 krajów, w tym 20 uczestników półfinału, przedstawiciele krajów tzw. „Wielkiej Piątki” (tj. Francji, Hiszpanii, Niemiec, Wielkiej Brytanii i Włoch) oraz reprezentant gospodarza (Holandii).
- O wynikach zdecydowali jurorzy i telewidzowie ze wszystkich krajów rywalizujących w konkursie.

| Lp. | Kraj            | Wykonawca             | Utwór                       | Język                   | Miejsce | Punkty |
| --- | --------------- | --------------------- | --------------------------- | ----------------------- | ------- | ------ |
| 1   | Cypr            | Elena Tsangrinu       | „El Diablo”                 | angielski               | 16      | 94     |
| 2   | Albania         | Anxhela Peristeri     | „Karma”                     | albański                | 21      | 57     |
| 3   | Izrael          | Eden Alene            | „Set Me Free”               | angielski               | 17      | 93     |
| 4   | Belgia          | Hooverphonic          | „The Wrong Place”           | angielski               | 19      | 74     |
| 5   | Rosja           | Maniża                | „Russian Woman”             | rosyjski, angielski     | 9       | 204    |
| 6   | Malta           | Destiny               | „Je me casse”               | angielski               | 7       | 255    |
| 7   | Portugalia      | The Black Mamba       | „Love Is On My Side”        | angielski               | 12      | 153    |
| 8   | Serbia          | Hurricane             | „Loco Loco”                 | serbski                 | 15      | 102    |
| 9   | Wielka Brytania | James Newman          | „Embers”                    | angielski               | 26      | 0      |
| 10  | Grecja          | Stefania              | „Last Dance”                | angielski               | 10      | 170    |
| 11  | Szwajcaria      | Gjon’s Tears          | „Tout I’univers”            | francuski               | 3       | 432    |
| 12  | Islandia        | Daði og Gagnamagnið   | „10 Years”                  | angielski               | 4       | 378    |
| 13  | Hiszpania       | Blas Cantó            | „Voy A Quedarme”            | hiszpański              | 24      | 6      |
| 14  | Mołdawia        | Natalia Gordienko     | „Sugar”                     | angielski               | 13      | 115    |
| 15  | Niemcy          | Jendrik               | „I Don’t Feel Hate”         | angielski               | 25      | 3      |
| 16  | Finlandia       | Blind Channel         | „Dark Side”                 | angielski               | 6       | 301    |
| 17  | Bułgaria        | Victoria              | „Growing Up Is Getting Old” | angielski               | 11      | 170    |
| 18  | Litwa           | The Roop              | „Discoteque”                | angielski               | 8       | 220    |
| 19  | Ukraina         | Go_A                  | „Szum” (Шум)                | ukraiński               | 5       | 364    |
| 20  | Francja         | Barbara Pravi         | „Voilà”                     | francuski               | 2       | 499    |
| 21  | Azerbejdżan     | Efendi                | „Mata Hari”                 | angielski               | 20      | 65     |
| 22  | Norwegia        | Tix                   | „Fallen Angel”              | angielski               | 18      | 75     |
| 23  | Holandia        | Jeangu Macrooy        | „Birth Of A New Age”        | angielski, sranan tongo | 23      | 11     |
| 24  | Włochy          | Måneskin              | „Zitti e buoni”             | włoski                  | 1       | 524    |
| 25  | Szwecja         | Tusse                 | „Voices”                    | angielski               | 14      | 109    |
| 26  | San Marino      | Senhit feat. Flo Rida | „Adrenalina”                | angielski               | 22      | 50     |

| Wyniki jurorów i telewidzów | Wyniki jurorów i telewidzów | Wyniki jurorów i telewidzów | Wyniki jurorów i telewidzów | Wyniki jurorów i telewidzów |
| Miejsce                     | Telewidzowie                | Punkty                      | Jurorzy                     | Punkty                      |
| --------------------------- | --------------------------- | --------------------------- | --------------------------- | --------------------------- |
| 1                           | Włochy                      | 318                         | Szwajcaria                  | 267                         |
| 2                           | Ukraina                     | 267                         | Francja                     | 248                         |
| 3                           | Francja                     | 251                         | Malta                       | 208                         |
| 4                           | Finlandia                   | 218                         | Włochy                      | 206                         |
| 5                           | Islandia                    | 180                         | Islandia                    | 198                         |
| 6                           | Szwajcaria                  | 165                         | Bułgaria                    | 140                         |
| 7                           | Litwa                       | 165                         | Portugalia                  | 126                         |
| 8                           | Rosja                       | 100                         | Rosja                       | 104                         |
| 9                           | Serbia                      | 82                          | Ukraina                     | 97                          |
| 10                          | Grecja                      | 79                          | Grecja                      | 91                          |
| 11                          | Szwecja                     | 63                          | Finlandia                   | 83                          |
| 12                          | Mołdawia                    | 62                          | Izrael                      | 73                          |
| 13                          | Norwegia                    | 60                          | Belgia                      | 71                          |
| 14                          | Malta                       | 47                          | Litwa                       | 55                          |
| 15                          | Cypr                        | 44                          | Mołdawia                    | 53                          |
| 16                          | Albania                     | 35                          | Cypr                        | 50                          |
| 17                          | Azerbejdżan                 | 33                          | Szwecja                     | 46                          |
| 18                          | Bułgaria                    | 30                          | San Marino                  | 37                          |
| 19                          | Portugalia                  | 27                          | Azerbejdżan                 | 32                          |
| 20                          | Izrael                      | 20                          | Albania                     | 22                          |
| 21                          | San Marino                  | 13                          | Serbia                      | 20                          |
| 22                          | Belgia                      | 3                           | Norwegia                    | 15                          |
| 23                          | Wielka Brytania             | 0                           | Holandia                    | 11                          |
| 24                          | Hiszpania                   | 0                           | Hiszpania                   | 6                           |
| 25                          | Niemcy                      | 0                           | Niemcy                      | 3                           |
| 26                          | Holandia                    | 0                           | Wielka Brytania             | 0                           |

Tabela punktacyjna finału
| Jurorzy Telewidzowie | Jurorzy Telewidzowie | Kraje głosujące | Kraje głosujące | Kraje głosujące | Kraje głosujące | Kraje głosujące | Kraje głosujące | Kraje głosujące | Kraje głosujące | Kraje głosujące | Kraje głosujące | Kraje głosujące | Kraje głosujące | Kraje głosujące | Kraje głosujące | Kraje głosujące | Kraje głosujące | Kraje głosujące | Kraje głosujące | Kraje głosujące | Kraje głosujące | Kraje głosujące | Kraje głosujące | Kraje głosujące | Kraje głosujące | Kraje głosujące | Kraje głosujące | Kraje głosujące | Kraje głosujące | Kraje głosujące | Kraje głosujące | Kraje głosujące | Kraje głosujące | Kraje głosujące | Kraje głosujące | Kraje głosujące | Kraje głosujące | Kraje głosujące | Kraje głosujące | Kraje głosujące | Kraje głosujące | Kraje głosujące | Kraje głosujące | Kraje głosujące | Kraje głosujące | Kraje głosujące |
| Jurorzy Telewidzowie | Jurorzy Telewidzowie |                 |                 | Cypr            | Albania         | Izrael          | Belgia          | Rosja           | Malta           | Portugalia      | Serbia          | Wielka Brytania | Grecja          | Szwajcaria      | Islandia        | Hiszpania       | Mołdawia        | Niemcy          | Finlandia       | Bułgaria        | Litwa           | Ukraina         | Francja         | Azerbejdżan     | Norwegia        | Holandia        | Włochy          | Szwecja         | San Marino      | Australia       | Austria         | Chorwacja       | Czechy          | Dania           | Estonia         | Gruzja          | Irlandia        | Łotwa           | Macedonia       | Polska          | Rumunia         | Słowenia        |                 |                 |                 |                 |
| Uczestnicy konkursu  | Cypr                 | 94              | 50              |                 | 7               | 3               |                 | 2               | 4               |                 |                 |                 | 12              |                 |                 | 6               | 1               | 7               |                 |                 |                 |                 | 2               |                 |                 |                 |                 |                 |                 | 4               |                 |                 |                 |                 |                 |                 |                 |                 | 2               |                 |                 |                 |                 |                 |                 |                 |
| Uczestnicy konkursu  | Cypr                 | 94              | 44              |                 | 2               |                 |                 | 12              | 2               |                 | 2               |                 | 12              |                 |                 |                 |                 |                 |                 |                 |                 |                 |                 |                 |                 |                 |                 |                 | 8               |                 |                 |                 |                 |                 |                 |                 |                 |                 | 6               |                 |                 |                 |                 |                 |                 |                 |
| Uczestnicy konkursu  | Albania              | 45              | 22              |                 |                 |                 |                 |                 | 12              |                 |                 |                 |                 |                 |                 |                 |                 |                 |                 |                 |                 |                 |                 |                 |                 | 1               |                 |                 | 2               |                 |                 |                 | 7               |                 |                 |                 |                 |                 |                 |                 |                 |                 |                 |                 |                 |                 |
| Uczestnicy konkursu  | Albania              | 45              | 35              |                 |                 |                 |                 |                 |                 |                 |                 | 7               | 7               |                 |                 |                 |                 |                 |                 |                 |                 |                 |                 |                 |                 |                 | 10              |                 |                 |                 |                 | 1               |                 |                 |                 |                 |                 |                 | 10              |                 |                 |                 |                 |                 |                 |                 |
| Uczestnicy konkursu  | Izrael               | 93              | 73              |                 |                 |                 |                 | 5               |                 |                 | 2               | 6               |                 |                 |                 | 3               |                 |                 |                 | 3               | 1               | 7               | 5               |                 | 8               | 4               | 4               | 4               |                 |                 |                 | 5               |                 | 1               |                 |                 |                 |                 | 8               | 6               |                 | 1               |                 |                 |                 |                 |
| Uczestnicy konkursu  | Izrael               | 93              | 20              | 2               |                 |                 |                 |                 |                 |                 |                 |                 |                 |                 |                 |                 |                 |                 |                 |                 |                 |                 | 5               | 12              |                 |                 |                 |                 |                 |                 |                 |                 |                 |                 |                 |                 |                 |                 |                 |                 | 1               |                 |                 |                 |                 |                 |
| Uczestnicy konkursu  | Belgia               | 74              | 71              | 4               |                 | 6               |                 | 3               |                 | 5               |                 | 1               | 3               |                 |                 |                 |                 |                 |                 |                 | 7               | 6               | 6               | 3               |                 | 6               | 5               | 1               |                 |                 |                 |                 | 3               |                 |                 |                 | 3               |                 |                 | 3               |                 | 6               |                 |                 |                 |                 |
| Uczestnicy konkursu  | Belgia               | 74              | 3               |                 |                 |                 |                 |                 |                 |                 |                 |                 |                 |                 |                 |                 |                 |                 |                 |                 | 2               | 1               |                 |                 |                 |                 |                 |                 |                 |                 |                 |                 |                 |                 |                 |                 |                 |                 |                 |                 |                 |                 |                 |                 |                 |                 |
| Uczestnicy konkursu  | Rosja                | 204             | 104             | 6               |                 | 7               | 7               |                 |                 | 10              |                 |                 | 2               | 3               | 2               |                 | 10              | 2               | 4               |                 |                 |                 | 10              | 12              |                 | 8               |                 | 3               |                 | 1               |                 | 4               | 2               |                 |                 |                 |                 | 1               | 1               | 1               |                 | 8               |                 |                 |                 |                 |
| Uczestnicy konkursu  | Rosja                | 204             | 100             | 3               |                 | 10              |                 |                 |                 | 1               | 6               |                 | 1               |                 |                 |                 | 12              | 5               | 1               | 7               | 4               | 4               |                 | 6               |                 |                 | 7               |                 | 1               |                 |                 | 3               | 5               |                 | 6               | 4               |                 | 10              | 1               | 2               |                 | 1               |                 |                 |                 |                 |
| Uczestnicy konkursu  | Malta                | 255             | 208             | 10              | 8               | 5               | 5               | 4               |                 | 4               |                 |                 | 6               | 6               | 1               | 8               | 7               | 8               | 1               | 5               | 3               | 5               |                 | 7               | 12              | 7               | 7               | 12              | 7               | 12              | 4               | 3               | 7               | 4               | 1               | 1               | 10              | 2               | 5               | 4               | 12              | 5               |                 |                 |                 |                 |
| Uczestnicy konkursu  | Malta                | 255             | 47              | 1               |                 | 5               | 2               |                 |                 |                 |                 | 6               | 3               |                 | 3               | 3               |                 |                 |                 |                 |                 |                 |                 |                 | 3               | 1               |                 | 2               |                 | 8               | 2               |                 |                 | 2               |                 |                 | 4               |                 |                 |                 | 2               |                 |                 |                 |                 |                 |
| Uczestnicy konkursu  | Portugalia           | 153             | 126             | 1               |                 |                 | 1               |                 | 7               |                 | 5               | 7               |                 | 7               | 10              | 5               | 2               |                 |                 | 6               | 6               | 2               | 8               | 2               |                 |                 | 6               |                 |                 |                 | 7               | 1               | 12              |                 | 5               | 8               |                 |                 |                 | 8               | 10              |                 |                 |                 |                 |                 |
| Uczestnicy konkursu  | Portugalia           | 153             | 27              |                 |                 |                 |                 |                 |                 |                 |                 |                 |                 | 8               | 2               | 1               |                 |                 |                 |                 |                 |                 | 8               |                 |                 | 6               |                 |                 |                 |                 |                 |                 |                 |                 |                 |                 | 2               |                 |                 |                 |                 |                 |                 |                 |                 |                 |
| Uczestnicy konkursu  | Serbia               | 102             | 20              |                 | 1               |                 |                 |                 |                 |                 |                 |                 |                 |                 |                 |                 |                 |                 |                 |                 |                 |                 |                 |                 |                 |                 |                 |                 |                 |                 |                 | 7               |                 |                 |                 |                 |                 |                 | 12              |                 |                 |                 |                 |                 |                 |                 |
| Uczestnicy konkursu  | Serbia               | 102             | 82              |                 |                 |                 |                 |                 | 4               |                 |                 |                 |                 | 12              |                 |                 |                 | 3               |                 | 5               |                 |                 | 3               |                 |                 |                 | 4               | 1               |                 | 2               | 12              | 12              |                 |                 |                 |                 |                 |                 | 12              |                 |                 | 12              |                 |                 |                 |                 |
| Uczestnicy konkursu  | Wielka Brytania      | 0               | 0               |                 |                 |                 |                 |                 |                 |                 |                 |                 |                 |                 |                 |                 |                 |                 |                 |                 |                 |                 |                 |                 |                 |                 |                 |                 |                 |                 |                 |                 |                 |                 |                 |                 |                 |                 |                 |                 |                 |                 |                 |                 |                 |                 |
| Uczestnicy konkursu  | Wielka Brytania      | 0               | 0               |                 |                 |                 |                 |                 |                 |                 |                 |                 |                 |                 |                 |                 |                 |                 |                 |                 |                 |                 |                 |                 |                 |                 |                 |                 |                 |                 |                 |                 |                 |                 |                 |                 |                 |                 |                 |                 |                 |                 |                 |                 |                 |                 |
| Uczestnicy konkursu  | Grecja               | 170             | 91              | 12              | 6               |                 |                 | 7               | 6               |                 | 3               |                 |                 |                 | 4               | 1               | 8               |                 | 2               | 8               |                 |                 | 12              | 10              | 1               |                 |                 |                 | 8               |                 |                 |                 |                 |                 |                 |                 |                 |                 |                 |                 |                 | 3               |                 |                 |                 |                 |
| Uczestnicy konkursu  | Grecja               | 170             | 79              | 12              | 8               |                 |                 |                 |                 | 2               | 3               |                 |                 |                 |                 |                 | 7               |                 |                 | 2               |                 |                 |                 |                 |                 | 10              |                 |                 | 7               |                 |                 |                 | 8               |                 |                 | 12              |                 |                 |                 |                 |                 | 8               |                 |                 |                 |                 |
| Uczestnicy konkursu  | Szwajcaria           | 432             | 267             | 2               | 12              | 12              | 12              | 1               | 10              | 7               | 1               | 8               |                 |                 | 12              | 10              | 3               | 10              | 12              |                 | 8               | 8               | 7               |                 | 7               | 5               |                 | 5               | 4               | 10              | 10              | 8               | 5               | 12              | 12              | 10              | 5               | 12              | 6               | 7               | 7               | 7               |                 |                 |                 |                 |
| Uczestnicy konkursu  | Szwajcaria           | 432             | 165             |                 | 12              | 6               | 4               | 5               |                 | 6               | 1               | 1               | 4               |                 | 6               | 7               | 4               | 2               | 7               | 3               | 6               | 7               | 6               | 4               | 2               | 7               |                 | 5               | 3               | 5               | 5               | 5               | 3               | 6               | 2               |                 | 3               | 4               | 7               | 7               | 5               | 5               |                 |                 |                 |                 |
| Uczestnicy konkursu  | Islandia             | 378             | 198             |                 |                 |                 | 3               |                 |                 | 8               | 7               | 10              |                 | 5               |                 | 7               | 5               | 3               | 8               |                 | 4               | 4               | 3               |                 | 2               | 10              | 8               | 7               |                 | 8               | 12              | 10              | 8               | 10              | 8               | 6               | 8               | 10              | 4               | 10              |                 | 10              |                 |                 |                 |                 |
| Uczestnicy konkursu  | Islandia             | 378             | 180             |                 |                 | 1               | 5               | 1               | 5               | 3               | 5               | 10              |                 | 5               |                 | 5               |                 | 6               | 12              |                 | 3               | 6               | 4               |                 | 10              | 8               | 6               | 10              |                 | 12              | 10              | 4               | 7               | 12              | 3               | 1               | 10              | 5               |                 | 8               |                 | 3               |                 |                 |                 |                 |
| Uczestnicy konkursu  | Hiszpania            | 6               | 6               |                 |                 |                 |                 |                 |                 |                 |                 | 2               |                 |                 |                 |                 |                 |                 |                 | 4               |                 |                 |                 |                 |                 |                 |                 |                 |                 |                 |                 |                 |                 |                 |                 |                 |                 |                 |                 |                 |                 |                 |                 |                 |                 |                 |
| Uczestnicy konkursu  | Hiszpania            | 6               | 0               |                 |                 |                 |                 |                 |                 |                 |                 |                 |                 |                 |                 |                 |                 |                 |                 |                 |                 |                 |                 |                 |                 |                 |                 |                 |                 |                 |                 |                 |                 |                 |                 |                 |                 |                 |                 |                 |                 |                 |                 |                 |                 |                 |
| Jurorzy Telewidzowie | Jurorzy Telewidzowie | Kraje głosujące | Kraje głosujące | Kraje głosujące | Kraje głosujące | Kraje głosujące | Kraje głosujące | Kraje głosujące | Kraje głosujące | Kraje głosujące | Kraje głosujące | Kraje głosujące | Kraje głosujące | Kraje głosujące | Kraje głosujące | Kraje głosujące | Kraje głosujące | Kraje głosujące | Kraje głosujące | Kraje głosujące | Kraje głosujące | Kraje głosujące | Kraje głosujące | Kraje głosujące | Kraje głosujące | Kraje głosujące | Kraje głosujące | Kraje głosujące | Kraje głosujące | Kraje głosujące | Kraje głosujące | Kraje głosujące | Kraje głosujące | Kraje głosujące | Kraje głosujące | Kraje głosujące | Kraje głosujące | Kraje głosujące | Kraje głosujące | Kraje głosujące | Kraje głosujące | Kraje głosujące | Kraje głosujące | Kraje głosujące | Kraje głosujące | Kraje głosujące |
| Jurorzy Telewidzowie | Jurorzy Telewidzowie |                 |                 | Cypr            | Albania         | Izrael          | Belgia          | Rosja           | Malta           | Portugalia      | Serbia          | Wielka Brytania | Grecja          | Szwajcaria      | Islandia        | Hiszpania       | Mołdawia        | Niemcy          | Finlandia       | Bułgaria        | Litwa           | Ukraina         | Francja         | Azerbejdżan     | Norwegia        | Holandia        | Włochy          | Szwecja         | San Marino      | Australia       | Austria         | Chorwacja       | Czechy          | Dania           | Estonia         | Gruzja          | Irlandia        | Łotwa           | Macedonia       | Polska          | Rumunia         | Słowenia        |                 |                 |                 |                 |
| Uczestnicy konkursu  | Mołdawia             | 115             | 53              |                 |                 |                 |                 | 12              |                 |                 |                 |                 | 10              |                 |                 |                 |                 |                 |                 | 12              |                 |                 |                 | 8               |                 |                 |                 |                 | 5               |                 |                 |                 |                 |                 |                 |                 |                 |                 |                 |                 | 6               |                 |                 |                 |                 |                 |
| Uczestnicy konkursu  | Mołdawia             | 115             | 62              |                 | 7               |                 |                 | 3               |                 | 8               |                 |                 |                 |                 |                 |                 |                 |                 | 2               |                 |                 |                 | 7               | 1               |                 |                 | 2               |                 | 6               |                 |                 |                 | 12              |                 |                 | 2               |                 |                 |                 |                 | 12              |                 |                 |                 |                 |                 |
| Uczestnicy konkursu  | Niemcy               | 3               | 3               |                 |                 |                 |                 |                 |                 |                 |                 |                 |                 |                 |                 |                 |                 |                 |                 |                 |                 |                 |                 |                 |                 |                 |                 |                 |                 |                 | 2               |                 |                 |                 |                 |                 |                 |                 |                 |                 | 1               |                 |                 |                 |                 |                 |
| Uczestnicy konkursu  | Niemcy               | 3               | 0               |                 |                 |                 |                 |                 |                 |                 |                 |                 |                 |                 |                 |                 |                 |                 |                 |                 |                 |                 |                 |                 |                 |                 |                 |                 |                 |                 |                 |                 |                 |                 |                 |                 |                 |                 |                 |                 |                 |                 |                 |                 |                 |                 |
| Uczestnicy konkursu  | Finlandia            | 301             | 83              | 3               | 3               |                 | 8               |                 | 2               |                 | 10              | 4               |                 | 1               | 5               |                 |                 |                 |                 | 1               |                 |                 |                 |                 |                 |                 | 10              |                 | 1               |                 | 1               |                 | 1               | 8               | 7               |                 |                 | 4               |                 | 2               | 8               | 4               |                 |                 |                 |                 |
| Uczestnicy konkursu  | Finlandia            | 301             | 218             | 4               | 3               | 4               | 6               | 8               | 7               | 5               | 7               | 7               | 6               | 4               | 12              | 2               | 5               | 8               |                 | 8               | 7               | 8               | 1               | 5               | 6               | 4               | 8               | 12              | 4               | 3               | 4               | 6               | 4               | 7               | 12              |                 | 5               | 8               | 2               | 6               | 6               | 4               |                 |                 |                 |                 |
| Uczestnicy konkursu  | Bułgaria             | 170             | 140             | 5               |                 | 1               | 6               | 6               |                 | 12              | 6               | 5               | 8               | 10              | 8               | 4               | 12              |                 | 10              |                 | 2               |                 |                 | 1               | 6               |                 |                 |                 | 3               | 2               | 5               |                 | 4               | 6               | 6               | 4               | 1               | 5               |                 |                 | 2               |                 |                 |                 |                 |                 |
| Uczestnicy konkursu  | Bułgaria             | 170             | 30              | 7               | 5               |                 |                 |                 |                 |                 |                 | 8               |                 |                 |                 | 8               |                 |                 |                 |                 |                 |                 |                 |                 |                 |                 |                 |                 | 2               |                 |                 |                 |                 |                 |                 |                 |                 |                 |                 |                 |                 |                 |                 |                 |                 |                 |
| Uczestnicy konkursu  | Litwa                | 220             | 55              |                 |                 | 10              |                 |                 |                 |                 |                 |                 |                 | 4               |                 | 2               |                 | 1               | 3               |                 |                 |                 |                 |                 |                 |                 | 12              |                 | 6               |                 |                 | 2               |                 | 2               | 3               | 4               | 6               |                 |                 |                 |                 |                 |                 |                 |                 |                 |
| Uczestnicy konkursu  | Litwa                | 220             | 165             | 5               |                 | 3               | 7               | 2               | 6               |                 |                 | 12              |                 | 1               | 4               | 4               | 2               | 12              | 5               |                 |                 | 10              |                 |                 | 12              | 3               | 5               | 7               |                 | 6               | 3               |                 | 1               | 4               | 10              | 10              | 12              | 12              |                 | 4               | 3               |                 |                 |                 |                 |                 |
| Uczestnicy konkursu  | Ukraina              | 364             | 97              |                 |                 | 4               | 10              |                 | 5               | 2               |                 |                 | 1               |                 | 3               |                 |                 | 5               |                 |                 | 12              |                 |                 | 6               | 3               | 3               | 1               | 8               |                 | 5               |                 |                 |                 |                 | 4               | 7               | 6               | 7               |                 |                 | 5               |                 |                 |                 |                 |                 |
| Uczestnicy konkursu  | Ukraina              | 364             | 267             | 6               | 4               | 12              | 10              | 7               | 1               | 10              | 8               | 4               | 5               | 2               | 8               | 6               | 10              | 4               | 10              | 6               | 12              |                 | 12              | 8               | 5               | 5               | 12              | 4               | 5               | 10              | 7               | 8               | 10              | 1               | 5               | 6               | 8               | 6               | 4               | 12              | 7               | 7               |                 |                 |                 |                 |
| Uczestnicy konkursu  | Francja              | 499             | 248             | 7               | 10              | 8               |                 |                 | 3               | 6               | 12              | 12              | 5               | 12              | 6               | 12              | 4               | 12              | 7               | 7               | 5               | 10              |                 | 4               | 4               | 12              | 3               | 6               | 12              | 7               | 8               | 6               | 10              |                 | 10              |                 | 12              | 3               | 7               |                 | 4               | 2               |                 |                 |                 |                 |
| Uczestnicy konkursu  | Francja              | 499             | 251             | 8               | 6               | 8               | 12              | 6               | 3               | 12              | 10              | 5               | 8               | 6               | 7               | 12              | 6               | 10              | 6               | 10              | 8               | 5               |                 | 2               | 4               | 12              | 1               | 6               | 10              | 4               | 6               | 7               | 2               | 3               | 7               | 5               | 7               | 3               | 5               | 5               | 8               | 6               |                 |                 |                 |                 |
| Uczestnicy konkursu  | Azerbejdżan          | 65              | 32              |                 | 2               | 2               |                 | 8               |                 |                 |                 |                 |                 | 2               |                 |                 | 6               |                 |                 |                 |                 | 3               |                 |                 |                 | 2               |                 |                 |                 |                 |                 |                 |                 |                 |                 | 5               | 2               |                 |                 |                 |                 |                 |                 |                 |                 |                 |
| Uczestnicy konkursu  | Azerbejdżan          | 65              | 33              |                 |                 | 2               |                 | 4               |                 |                 | 4               |                 | 2               |                 |                 |                 | 1               |                 |                 | 4               |                 | 3               |                 |                 | 1               |                 |                 |                 |                 |                 |                 | 2               |                 |                 |                 | 3               |                 |                 | 3               |                 | 4               |                 |                 |                 |                 |                 |
| Uczestnicy konkursu  | Norwegia             | 75              | 15              |                 |                 |                 |                 |                 |                 |                 |                 |                 |                 |                 |                 |                 |                 |                 |                 |                 |                 | 1               |                 |                 |                 |                 | 2               | 2               |                 |                 |                 |                 |                 | 3               |                 |                 | 7               |                 |                 |                 |                 |                 |                 |                 |                 |                 |
| Uczestnicy konkursu  | Norwegia             | 75              | 60              |                 |                 |                 | 1               |                 | 10              |                 |                 | 2               |                 |                 | 1               |                 |                 | 1               | 4               |                 | 5               |                 |                 | 7               |                 |                 |                 | 8               |                 | 1               | 1               |                 |                 | 8               | 4               |                 |                 | 2               |                 | 3               |                 | 2               |                 |                 |                 |                 |
| Uczestnicy konkursu  | Holandia             | 11              | 11              |                 |                 |                 |                 |                 |                 | 1               |                 |                 |                 |                 |                 |                 |                 |                 |                 | 2               |                 |                 |                 |                 |                 |                 |                 |                 |                 | 3               | 3               |                 |                 |                 |                 | 2               |                 |                 |                 |                 |                 |                 |                 |                 |                 |                 |
| Uczestnicy konkursu  | Holandia             | 11              | 0               |                 |                 |                 |                 |                 |                 |                 |                 |                 |                 |                 |                 |                 |                 |                 |                 |                 |                 |                 |                 |                 |                 |                 |                 |                 |                 |                 |                 |                 |                 |                 |                 |                 |                 |                 |                 |                 |                 |                 |                 |                 |                 |                 |
| Uczestnicy konkursu  | Włochy               | 524             | 206             | 8               | 4               |                 | 2               | 10              |                 | 3               | 8               |                 | 4               | 8               | 7               |                 |                 | 6               | 6               | 10              | 10              | 12              |                 |                 | 5               |                 |                 | 10              | 10              | 6               | 6               | 12              | 6               |                 | 3               | 12              |                 | 8               | 10              | 5               | 3               | 12              |                 |                 |                 |                 |
| Uczestnicy konkursu  | Włochy               | 524             | 318             | 10              | 10              | 7               | 8               | 10              | 12              | 7               | 12              | 3               | 10              | 10              | 5               | 10              | 8               | 7               | 8               | 12              | 10              | 12              | 10              | 10              | 7               | 2               |                 | 3               | 12              | 7               | 8               | 10              | 6               | 5               | 8               | 8               | 6               | 7               | 8               | 10              | 10              | 10              |                 |                 |                 |                 |
| Uczestnicy konkursu  | Szwecja              | 109             | 46              |                 |                 |                 | 4               |                 | 8               |                 | 4               |                 |                 |                 |                 |                 |                 | 4               | 5               |                 |                 |                 | 1               | 5               | 10              |                 |                 |                 |                 |                 |                 |                 |                 | 2               |                 |                 |                 |                 | 3               |                 |                 |                 |                 |                 |                 |                 |
| Uczestnicy konkursu  | Szwecja              | 109             | 63              |                 | 1               |                 | 3               |                 | 8               | 4               |                 |                 |                 | 3               | 10              |                 | 3               |                 | 3               | 1               | 1               | 2               | 2               |                 | 8               |                 |                 |                 |                 |                 |                 |                 |                 | 10              | 1               |                 | 1               | 1               |                 | 1               |                 |                 |                 |                 |                 |                 |
| Uczestnicy konkursu  | San Marino           | 50              | 37              |                 | 5               |                 |                 |                 | 1               |                 |                 | 3               | 7               |                 |                 |                 |                 |                 |                 |                 |                 |                 | 4               |                 |                 |                 |                 |                 |                 |                 |                 |                 |                 | 5               |                 |                 |                 |                 |                 | 12              |                 |                 |                 |                 |                 |                 |
| Uczestnicy konkursu  | San Marino           | 50              | 13              |                 |                 |                 |                 |                 |                 |                 |                 |                 |                 |                 |                 |                 |                 |                 |                 |                 |                 |                 |                 | 3               |                 |                 | 3               |                 |                 |                 |                 |                 |                 |                 |                 | 7               |                 |                 |                 |                 |                 |                 |                 |                 |                 |                 |

## Pozostałe nagrody

### Nagrody im. Marcela Bezençona
W 2021 po raz kolejny przyznane zostały tzw. Nagrody im. Marcela Bezençona, czyli wyróżnienia przyznawane od 2002 dla najlepszych piosenek biorących udział w koncercie finałowym, sygnowane nazwiskiem twórcy konkursu – Marcela Bezençona. Pomysłodawcami statuetek byli szwedzcy piosenkarze Christer Björkman i Richard Herrey z zespołu Herreys.
Nagrody podzielone są na trzy kategorie:
- Nagroda Dziennikarzy (zwycięzcę wybierają akredytowani dziennikarze)
- Nagroda Artystyczna (zwycięzcę wybierają komentatorzy konkursu)
- Nagroda Kompozytorska (zwycięzcę wybierają kompozytorzy biorący udział w konkursie).

W 2021 nagrody otrzymali:
| Kategoria            | Kraj       | Piosenka         | Wykonawca     | Autor(zy)                                                  |
| -------------------- | ---------- | ---------------- | ------------- | ---------------------------------------------------------- |
| Nagroda Dziennikarzy | Francja    | „Voilà”          | Barbara Pravi | Barbara Pravi Antoine „Igit” Barrau Lili Poe               |
| Nagroda Artystyczna  | Francja    | „Voilà”          | Barbara Pravi | Barbara Pravi Antoine „Igit” Barrau Lili Poe               |
| Nagroda Kompozytorów | Szwajcaria | „Tout I’univers” | Gjon’s Tears  | Gjon Muharremaj Nina Sampermans Wouter Hardy Xavier Michel |

### Faworyt OGAE
Od 2007 corocznie, przed każdym konkursem, większość oddziałów Stowarzyszenia Miłośników Konkursu Piosenki Eurowizji (OGAE), zrzeszającej 44 krajowych fanklubów Konkursu Piosenki Eurowizji, przeprowadza głosowanie, w którym głosuje na wszystkie piosenki zgłoszone do danej edycji (z wyłączeniem propozycji krajowej), przy użyciu tak zwanego systemu eurowizyjnego (to znaczy 1–8, 10 i 12 punktów dla dziesięciu ulubionych utworów).
W 2021 faworytem OGAE do zwycięstwa została Malta i reprezentująca ją Destiny z piosenką „Je me casse”:
| Lp. | Kraj       | Wykonawca      | Utwór            | Punkty OGAE |
| --- | ---------- | -------------- | ---------------- | ----------- |
| 1   | Malta      | Destiny        | „Je me casse”    | 363         |
| 2   | Szwajcaria | Gjon’s Tears   | „Tout I’univers” | 358         |
| 3   | Francja    | Barbara Pravi  | „Voilà”          | 318         |
| 4   | Litwa      | The Roop       | „Discoteque”     | 301         |
| 5   | Cypr       | Elena Tsagrinu | „El Diablo”      | 238         |

### Nagroda im. Barbary Dex
Nagroda im. Barbary Dex to internetowy plebiscyt, w którym od 1997 przyznawany jest tytuł najgorzej ubranego uczestnika konkursu, a od 2021 dla uczestnika ubranego najbardziej charakterystycznie. Jego pomysłodawcami są Edwin van Thillo i Rob Paardekam. W 2021 odbywa się za pośrednictwem belgijskiego portalu songfestival.be. Głosowanie trwało od 23 do 30 maja. Wzięła w nim udział rekordowa liczba internautów (4870 oddanych głosów).
Zwycięzcą został Tix, reprezentant Norwegii, który był ubrany w strój anioła – miał na sobie srebrny, brokatowy kombinezon oraz biały, futrzany płaszcz, na plecach miał białe skrzydła, na szyi złoty łańcuch, na czole białą przepaskę z brokatowym napisem TIX, nadgarstki miał przymocowane łańcuchami do sceny, a na oczach miał przeciwsłoneczne okulary. Drugie miejsce zajęła reprezentantka Rumunii, Roxen, a trzecie miejsce zajęła reprezentantka Chorwacji, Albina.

## Międzynarodowi nadawcy oraz głosowanie

### Sekretarze
Poniższy spis uwzględnia poszczególne nazwiska osób, które podawały punkty od jury każdego poszczególnego państwa w finale konkursu.
1. Izrael – Lusi Ajjub
(współprowadząca konkurs w 2019)
2. Polska – Ida Nowakowska
(współprowadząca konkurs Piosenki Eurowizji Junior w 2019 i w 2020)
3. San Marino – Monica Fabbri
4. Albania – Andri Xhaku
5. Malta – Stephanie Spiteri
6. Estonia – Sissi
7. Macedonia Północna – Vane Markoski
8. Azerbejdżan – Ell i Nikki
(zwycięzcy konkursu w 2011)
9. Norwegia – Silje Skjemstad Cruz
10. Hiszpania – Nieves Álvarez
11. Austria – Philipp Hansa
12. Wielka Brytania – Amanda Holden
13. Włochy – Carolina Di Domenico
14. Słowenia – Lorella Flego
15. Grecja – Manolis Gkinis
16. Łotwa – Aminata Savadogo
(reprezentantka Łotwy w konkursie w 2015)
17. Irlandia – Ryan O’Shaughnessy
(reprezentant Irlandii w konkursie w 2018)
18. Mołdawia – Sergej Stepanov
(reprezentant Mołdawii w konkursie w 2010 oraz w 2017 jako część zespołu SunStroke Project)
19. Serbia – Dragana Kosjerina
20. Bułgaria – Joanna Dragneva
(reprezentantka Bułgarii w konkursie w 2008 jako część zespołu Deep Zone Project)
21. Cypr – Loukas Hamatsos
22. Belgia – Danira Boukhriss
23. Niemcy – Barbara Schöneberger
24. Australia – Joel Creasey
25. Finlandia – Katri Norrlin
26. Portugalia – Elisa
(niedoszła reprezentantka Portugalii w konkursie w 2020)
27. Ukraina – Tayanna
28. Islandia – Hannes Óli Ágústsson
29. Rumunia – Cătălina Ponor
30. Chorwacja – Ivan Dorian Molnar
31. Czechy – Taťána Kuchařová
32. Gruzja – Oto Nemsadze
(reprezentant Gruzji w konkursie w 2019)
33. Litwa – Andrius Mamontovas
(reprezentant Litwy w konkursie w 2006 jako część zespołu LT United)
34. Dania – Tina Müller
35. Rosja – Polina Gagarina
(reprezentantka Rosji w konkursie w 2015)
36. Francja – Carla Lazzari
(reprezentantka Francji w konkursie Piosenki Eurowizji Junior w 2019)
37. Szwecja – Carola
(zwyciężczyni konkursu w 1991 i reprezentantka Szwecji w konkursie w 1983 i 2006)
38. Szwajcaria – Angélique Beldner
39. Holandia – Romy Monteiro[h]

### Nadawcy publiczni i komentatorzy
Poniższy spis uwzględnia nazwiska komentatorów poszczególnych nadawców publicznych transmitujących widowisko.
Kraje uczestniczące
- Albania – Andri Xhahu (RTSH)[118]
- Australia – Myf Warhurst i Joel Creasey (SBS One)[119]
- Austria – Andi Knoll (ORF 1)[120]
- Azerbejdżan – Murad Arif (İTV)[121]
- Belgia – niderlandzki: Peter Van de Veire (één – półfinały i finał)[122], Anja Daems and Showbizz Bart (Radio 2 – finał)[123]; francuski: Maureen Louys i Jean-Louis Lahaye (La Une – półfinały i finał i VivaCité – pierwszy półfinał i finał)[124]
- Bułgaria – Elena Rosberg i Petko Kralew (BNT 1)[125]
- Chorwacja – Duško Ćurlić (HRT 1)[126]
- Cypr – Louis Patsalides (RIK 1)[127]
- Czechy – Jan Maxián i Albert Černý (ČT2 – półfinały; ČT1 – finał)[128]
- Dania – Henrik Milling i Nicolai Molbech (DR1)[129]
- Estonia – migowy: różni tłumacze (ERR)[130]; estoński: Marko Reikop (ETV)[131]; rosyjski: Aleksandr Hobotow i Julia Kalenda (ETV+)[132]
- Finlandia – fiński: Mikko Silvennoinen, szwedzki:Eva Frantz i Johan Lindroos, rosyjski:Levan Tvaltvadze (Yle TV1), szwedzki: Eva Frantz and Johan Lindroos (Yle X3M)[133]; fiński: Sanna Pirkkalainen i Toni Laaksonen (Yle Radio Suomi)[134]
- Francja – Laurence Boccolini (France 4 – półfinały); Stéphane Bern i Laurence Boccolini (France 2 – finał)[135]
- Grecja – Maria Kozakou i Giorgos Kapoutzidis (ERT1)[136]
- Gruzja – Nika Lobiladze (1TV)[137]
- Hiszpania – Tony Aguilar, Julia Varela i Víctor Escudero (La 2 – półfinały, La 1 – finał)[138]; Imanol Durán (Radio Nacional, Radio Exterior – finał)[139]
- Holandia – Cornald Maas i Sander Lantinga (NPO 1, BVN)[140]
- Irlandia – Marty Whelan (RTÉ Two – półfinały; RTÉ One – finał)[141]; Neil Doherty i Zbyszek Zalinski (RTÉ Radio 1 – pierwszy półfinał i finał)[142]
- Islandia – islandzki: Gísli Marteinn Baldursson (RÚV)[143]; angielski: Alex Elliott (RÚV 2)[143]
- Izrael – Asaf Liberman i Akiva Novik (Kan 11/Kan Hinuchit)[i][144]
- Litwa – Ramūnas Zilnys (LRT Televizija)[145]
- Łotwa – Toms Grēviņš (Latvijas Televīzija)[146]
- Macedonia Północna – (MRT 1, MRT 2)[147]
- Malta – (TVM)[148]
- Mołdawia – (Moldova 1, Radio Moldova)[149]
- Niemcy – Peter Urban (Das Erste – finał, One – półfinały i finał)[150]
- Norwegia – Marte Stokstad (NRK1)[151]
- Polska – Marek Sierocki i Aleksander Sikora (TVP1 i TVP Polonia)[152]
- Portugalia – José Carlos Malato i Nuno Galopim (RTP1, RTP Internacional)[153]
- Rosja – Juri Aksyuta i Jana Czurikowa (Pierwyj kanał)[154]
- Rumunia – Bogdan Stănescu (TVR1, TVRi)[155]
- San Marino – Lia Fiorio i Gigi Restivo (San Marino RTV i Radio San Marino)[156]
- Serbia – Duška Vučinić (RTS 1)[157]
- Słowenia – Mojca Mavec (TV Slovenija 1 – finał i TV Slovenija 2 – półfinały)[158]
- Szwajcaria – niemiecki: Sven Epiney (SRF zwei – półfinały; SRF 1 – finał)[159]; francuski: Jean-Marc Richard, Nicolas Tanner (RTS Deux – półfinały), Jean-Marc Richard, Nicolas Tanner i Joseph Gorgoni (RTS Un – finał)[160]; włoski: Clarissa Tami (RSI La 2 – drugi półfinał), Clarissa Tami i Sebalter (RSI La 1 – finał)[161]
- Szwecja – Edward af Sillén i Christer Björkman (SVT1)[162]
- Ukraina – Timur Mirosznyczenko (UA:Perszyj)[163]; Serhij Prytuła (STB)[164]
- Wielka Brytania – Sara Cox, Chelcee Grimes i Scott Mills (BBC Four – półfinały); Graham Norton (BBC One – finał); Ken Bruce (BBC Radio 2 – finał)[165]
- Włochy – Ema Stokholma i Saverio Raimondo (Rai 4 – półfinały); Gabriele Corsi i Cristiano Malgioglio (Rai 1 – finał); Ema Stokholma i Saverio Raimondo (Rai Radio 2 – półfinały i finał)[166][167]

Kraje nieuczestniczące
- Kanada – (Omni Television)[168]
- Kazachstan – Kaldybek Zhajsanbaj i Mahabbat Esen (Khabar Agency)[169]
- Kosowo – (RTK)[170]
- Słowacja – Daniel Baláž, Lucia Haverlík, Pavol Hubinák i Juraj Malíček (Rádio FM)[171]
- Stany Zjednoczone – (Peacock[172]), Ewan Spence i Ross Middleton (WJFP-FM[173])
- Surinam – (ATV)[174]

## Oglądalność
Transmisję z 65. Konkursu Piosenki Eurowizji obejrzało łącznie ok. 183 mln telewidzów na świecie. Według danych Nielsen Audience Meauserement między 21:00 a 0:56 w Polsce koncert finałowy śledziło w TVP 1,48 miliona osób, co dało nadawcy 15,89% udziału w rynku. Drugi półfinał śledziło średnio 2,54 miliona widzów, co przełożyło się na 21,07% udziału w rynku, a podczas szczytowego momentu konkurs na żywo w TVP śledziło 2,97 miliona widzów. Pierwszy półfinał konkursu na antenach TVP 1 i TVP Polonia śledziło 1,44 miliona widzów.
Największa widownia konkursu znajdowała się w Niemczech, gdzie konkurs obejrzało 7,7 miliona osób. W Wielkiej Brytanii konkurs obejrzało 7,4 miliona osób, a we Francji – 5,5 miliona osób. W Holandii finał konkursu zgromadził 5,4 miliona widzów, a we Włoszech – 4,5 miliona widzów. W Hiszpanii finał konkursu oglądało 4 miliony osób, a w Szwecji – 2,9 miliona osób. W Serbii konkurs oglądało 2,5 miliona telewidzów, a w Grecji – 2 miliony. W Norwegii konkurs oglądało 1,4 miliona telewidzów. Finał konkursu zgromadził również 1,4 miliona telewidzów w Finlandii oraz 1,2 miliona telewidzów w Portugalii.

## Pozostałe kraje
Możliwość wzięcia udziału w 65. Konkursie Piosenki Eurowizji mieli nadawcy publiczni z aktywnym członkostwem w EBU. Organizacja skierowała zaproszenie do udziału w konkursie do wszystkich 56 aktywnych członków. W przeciwieństwie do poprzednich lat, telewizja z Australii, będąca członkiem stowarzyszonym EBU, nie potrzebowała zaproszenia na konkurs w 2021, ponieważ uzyskała pozwolenie na udział do 2023.

### Aktywni członkowie EBU
- Andora – w listopadzie 2019 partia rządząca krajem Demokraci na rzecz Andory oznajmiła, że kraj może powrócić do udziału w konkursie tylko jeśli najpierw będzie mógł wstępnie ocenić koszty uczestnictwa[178]. 20 maja 2020 roku piosenkarka Susanne Georgi, która reprezentowała kraj w konkursie w 2009 ogłosiła, iż posiada sponsora, który mógłby pomóc w powrocie kraju na konkurs[179], jednak 2 czerwca nadawca publiczny Ràdio i Televisió d’Andorra (RTVA) potwierdził, iż kraj nie powróci w 2021 roku[180]. Mimo tego wyrażono wówczas możliwą zgodę na powrót w 2022 roku, jeżeli pandemia wirusa SARS-CoV-2 się zakończy[181].

- Armenia – początkowo kraj znajdował się na liście krajów uczestniczących, zgodnie z ogłoszeniem Europejskiej Unii Nadawców opublikowanym 26 października 2020 roku[182]. 5 marca 2021 roku armeński nadawca zrezygnował z udziału w konkursie, w związku z eskalacją konfliktu w Górskim Karabachu w listopadzie 2020 roku[183].
- Białoruś – mając zamiar startować w konkursie w 2020, Białoruś początkowo potwierdziła swój udział. 9 marca ogłoszono, iż kraj będzie reprezentować zespół Hałasy ZMiesta z utworem „Ja Nauczu Tiebia (I’ll Teach You)”. Dwa dni później EBU wydało oficjalne ogłoszenie, w którym przekazało, iż utwór jest niezgodny z zasadami, a białoruski nadawca BTRC miał czas do końca marca do wybrania lub stworzenia nowego utworu. Kraj został zdyskwalifikowany 26 marca z powodu braku możliwości nadesłania utworu zgodnego z zasadami konkursu[58].
- Bośnia i Hercegowina – w październiku 2020 roku bośniacki nadawca Bosanskohercegovačka radiotelevizija (BHRT) potwierdził, że państwo nie powróci do udziału w 2021 roku z powodu trwających od kilku lat problemów finansowych oraz nieopłaconych sankcji narzuconych przez Europejską Unię Nadawców[184].
- Czarnogóra – w październiku 2020 roku członkini rady Radiotelevizija Crne Gore (RTCG) Bojana Jokić zamieściła w platformie Facebook post o treści „Uraduję Was zanim zrobią to media – także w 2021 roku nie skompromitujemy się na Eurowizji”, czym według bałkańskich mediów rzekomo miała potwierdzić dalszą pauzę kraju co do udziału w konkursie[185]. Szybko jednak go skasowała, lecz media zaczęły go komentować[186]. Pozostali członkowie rady wyrazili swoje niezadowolenie z opublikowanego postu członkini rady nazywając go hańbą. Skomentowali go; Nie wiemy kogo reprezentuje ta osoba, ale wiemy, że każdego miesiąca zarabia średnie wynagrodzenie pracownika RTCG za, jak widać, taki stosunek do obywateli Czarnogóry, którzy są podatnikami RTCG”[187]. W związku z zajściem artyści i piosenkarze z Czarnogóry wystosowali do nadawcy apel o powrót do udziału w 2021 roku, którego treść to; „My, muzycy, którzy godnie reprezentowali swój kraj zdobywając nagrody na licznych festiwalach, którzy wspierali wykonawców i kompozytorów, którzy stworzyli utwory rozpoznawalne w regionie i poza nim apelujemy. Jeśli mowa o Eurowizji, to nigdy się nie wstydziliśmy, bo jako mały kraj dwukrotnie byliśmy w finale w ciągu ostatnich dziesięciu lat i nigdy nie byliśmy ostatni”[188]. 12 października 2020 roku stacja RTCG potwierdziła, że nie planuje powrotu do udziału w 2021[189].
- Luksemburg – w czerwcu 2020 roku luksemburski nadawca RTL Télé Lëtzebuerg oznajmił, że Luksemburg nie weźmie udziału w 2021 roku, gdyż stacja nie skupia się na transmitowaniu produkcji muzycznych, a udział kraju w konkursie doprowadziłby nadawcę do obciążeń finansowych[190].
- Maroko – w odpowiedzi na pogłoski, iż Europejska Unia Nadawców rozmawiała z Marokiem na temat udziału w konkursie, Karim Sbai, dyrektor ds. Komunikacji Marokańskiej nadawcy SNRT ogłosił, iż decyzja o udziale tego kraju w konkursie jeszcze nie zapadła[191]. Ostatecznie kraj nie znalazł się na liście państw uczestniczących[192].
- Monako – monakijski nadawca Télé Monte Carlo (TMC) potwierdził we wrześniu 2020 roku, że nie będzie uczestniczył w 2021 roku[193].
- Słowacja – w sierpniu 2020 roku nadawca RTVS ogłosił, iż szanse na udział kraju w konkursie są bardzo niskie oraz na pewno nadawca nie weźmie udziału w konkursie w 2021[194].
- Turcja – w maju 2020 roku Faruk Kaymakci, turecki wiceminister spraw zagranicznych i dyrektor dot. spraw Unii Europejskiej oświadczył, że ma nadzieję zobaczyć swój kraj na Konkursie Piosenki Eurowizji[195]. Mimo tego kraj nie znalazł się na liście państw uczestniczących[192].

### Członkowie stowarzyszeni EBU
- Kazachstan – w sierpniu 2020 roku EBU oznajmiło, że nie ma planów zaproszenia Kazachstanu do udziału w konkursie[196].

### Kandydaci do członkostwa EBU
- Kosowo – w sierpniu 2020 roku EBU oznajmiło, że nie ma planów zaproszenia Kosowa do udziału w konkursie[196].
- Liechtenstein – krajowy nadawca 1FLTV potwierdził, że nie zadebiutuje w konkursie w 2021 roku[197]. Nadawca starał się wziąć udział w przeszłości, jednak, z powodu nagłej śmierci dyrektora telewizji, Petera Kölbela plany te zakończyły się fiaskiem[198]. Mimo tego kraj potrzebowałby również wsparcia rządu Liechtensteinu, aby móc ponieść koszty zostania członkiem EBU i uiszczenia opłaty za udział w konkursie.